# Biarritz olympique Pays basque
Pour les articles homonymes, voir BO.
Maillots
Actualités
Le Biarritz olympique Pays basque est un club de rugby à XV français basé à Biarritz (parc des sports d'Aguiléra).
Quintuple champion de France de première division (1935, 1939, 2002, 2005, 2006), triple vice-champion de France (1934, 1938, 1992) et vice-champion de France de Pro D2 (2021), le BO est aussi le troisième club français le plus titré nationalement depuis le début de l'ère professionnelle en 1995 avec 3 titres de champion de France, derrière le Stade toulousain et le Stade français Paris.
À ce titre et toujours depuis 1995, le BO  a été le seul club professionnel à pouvoir contester régulièrement l'hégémonie nationale de Toulouse et Paris durant l'ensemble des années 2000, jusqu'au titre de l'USA Perpignan en 2009.
Les Basques sont également vainqueurs du challenge européen en 2012 et vice-champions d'Europe à deux reprises, en 2006 et en 2010. Après 7 saisons en Pro D2, le Biarritz Olympique accède au Top 14 en 2021-2022 et redescend en Pro D2 à la fin de la même année.

## Historique

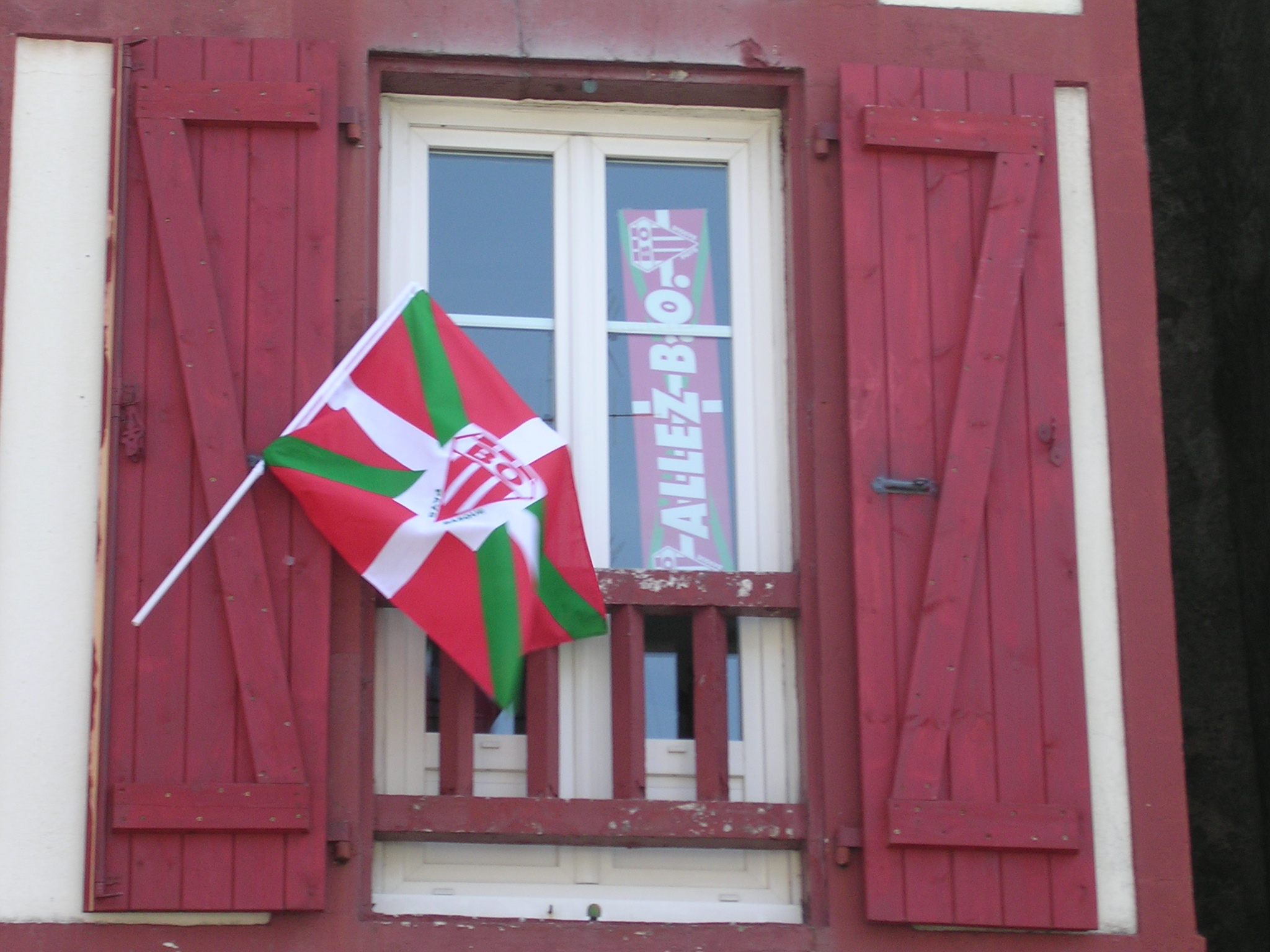
Drapeau basque du Biarritz olympique.

### La création du club
Le rugby est apparu au Pays basque à la fin du XIXe siècle, avec l'arrivée en 1897 au lycée de Bayonne d'un Landais de 20 ans qui convertit ses camarades au football-rugby, qu'il avait lui-même découvert à Bordeaux. Pratiquant dans les espaces de la porte d'Espagne (Bayonne), ils communiquèrent leur engouement aux autres collèges de Bayonne et de Biarritz, conduisant à la création du Biarritz-Sporting-Club et de l'« Amicale des anciens de Jules-Ferry » (fondée en 1898). Cette dernière devient le « Biarritz Stade » en 1902.

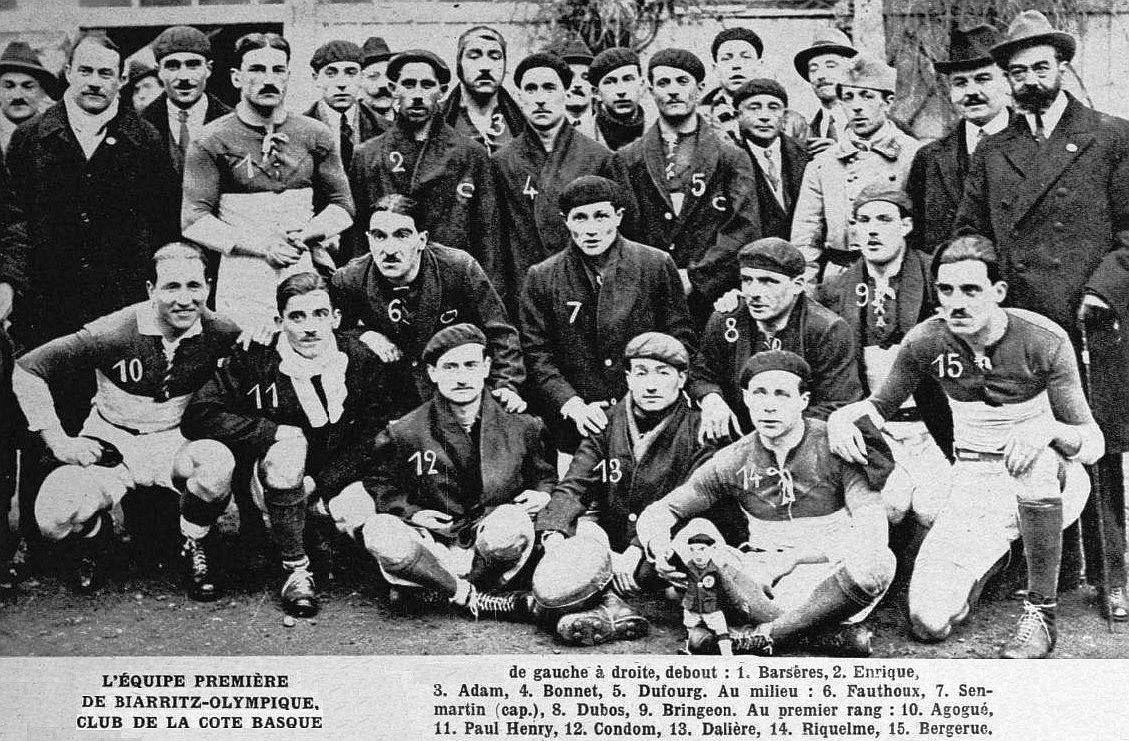
Le Biarritz olympique en mars 1921.

Les deux équipes du Biarritz Stade et du Biarritz Sporting Club fusionnent le 24 avril 1913, donnant naissance au Biarritz olympique (BO), qui dispute son premier match contre Lourdes.

#### Demi-finaliste du championnat 1923
L’équipe est championne de la Côte basque en 1916 puis en 1921 mais perd ses internationaux Léon Larribeau (qui donnera son nom au stade en 1954), Julien Dufau et Daniel Ihingoué, morts durant la Première Guerre mondiale. Durant l’entre-deux-guerres, le BO devient l’un des bastions du rugby français : il dispute une demi-finale du championnat en 1923 contre le Stade toulousain et un quart-de-finale en 1930 contre Carcassonne, et la finale du championnat de la Côte basque contre Bayonne en 1926 et Pau en 1930.

#### Démission de la FFR et retour dans le giron fédéral
Le 6 décembre 1930, le club démissionne de la F.F.R. pour fonder le Tournoi des Douze (devenu Tournoi des XIV en 1931 puis Tournoi des Sept en 1932), compétition où seule la différence de points compte, avec notamment Limoges, le Stade nantais, Carcassonne, Bayonne, Pau, Toulouse et le Stade français, rejoints la saison suivante par l’US Narbonne et le Stadoceste tarbais. Il remporte la coupe de Forest, attribuée à l’issue d’une rencontre contre le vainqueur du Tournoi, en 1932 contre Toulouse et en 1933 contre Lyon.

### Premiers succès nationaux du BO dans les années 1930

#### Vice-champion de France 1934
Le club réintègre la F.F.R. en 1933 et, emmené par une génération dorée (le capitaine Henri Haget, Rumeau, Cluchague, Ithurra, Lascaray, Lefort) accède à la finale du championnat de France contre Bayonne pour son retour dans cette compétition après avoir éliminé Montferrand (11-8) à Bordeaux en quart-de-finale et Narbonne (3-0), toujours à Bordeaux, en demi-finale. Les deux clubs souhaitent disputer la finale au Pays basque et menacent de déclarer forfait ; le match se déroule finalement à Toulouse. Bayonne l’emporte 13 à 8.

#### Champion de France 1935

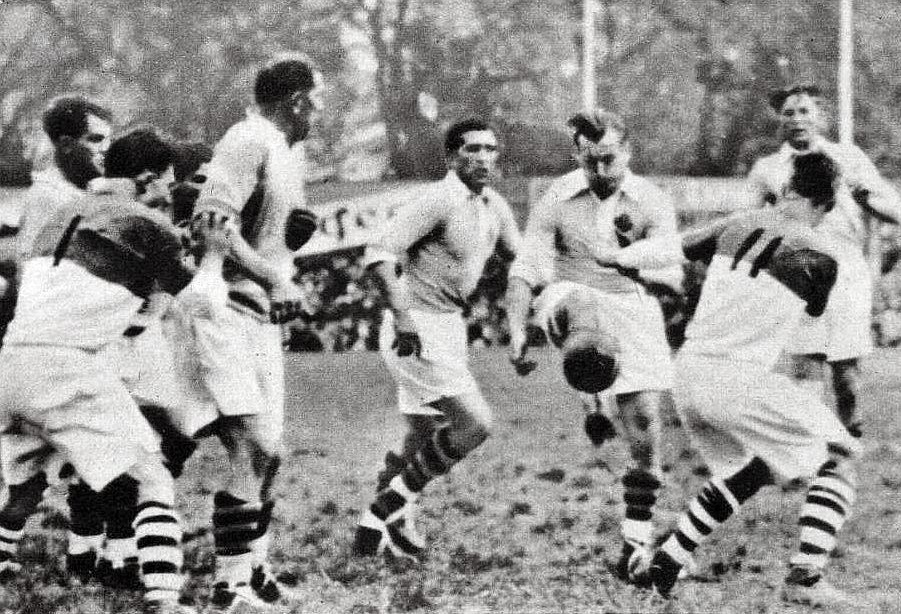
1935 (12 mai), Biarritz (maillot foncé et blanc) champion de France face à l'USAP, au stade des Ponts-Jumeaux de Toulouse.

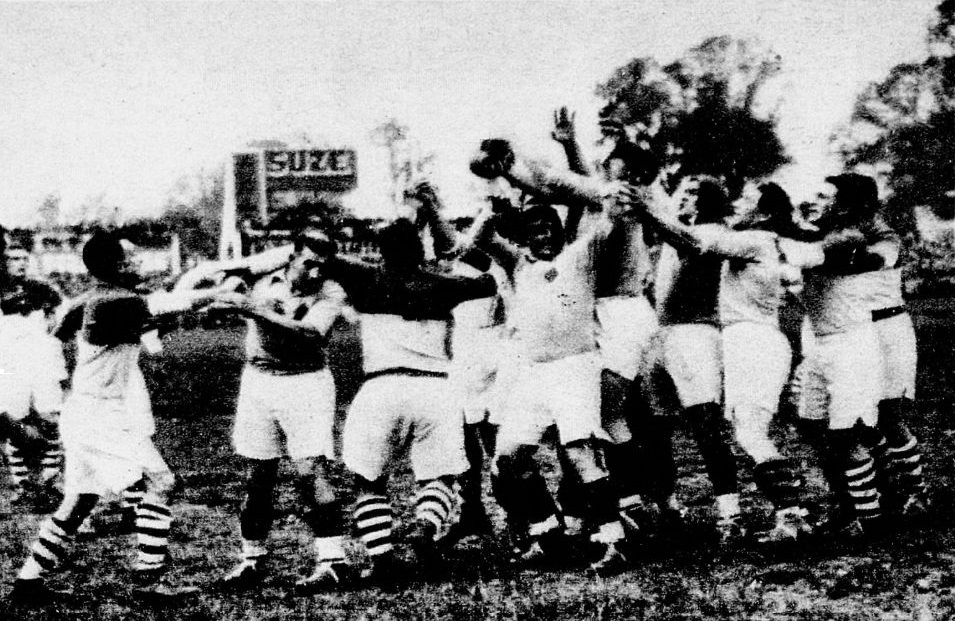
Touche pour Perpignan (G. à D. G. Vails, Munna, Bousquet (avec le ballon), Danoy et Raynal.

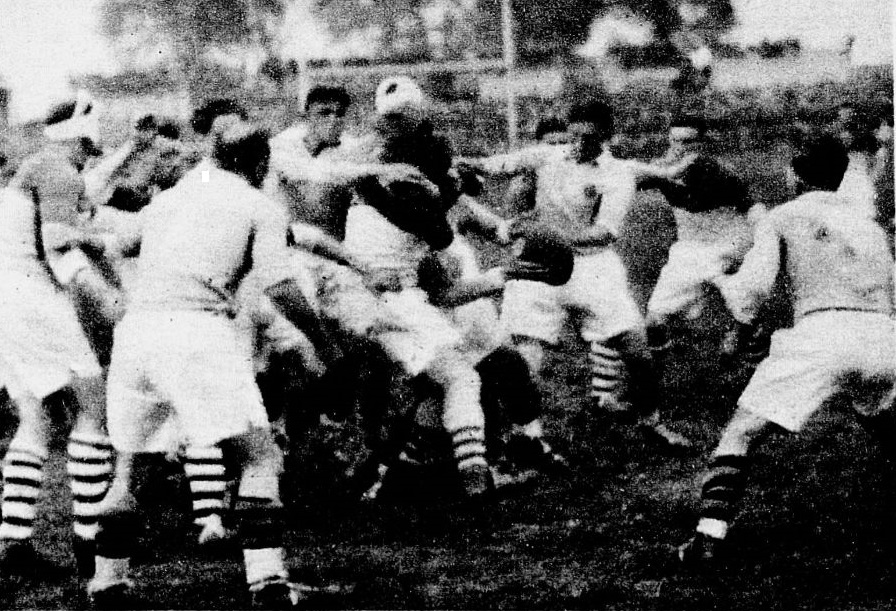
Perpignan éloigne la balle du paquet, l'un des avants ouvre sur Roger Vails, le demi de mêlée.

La saison suivante, le BO parvient de nouveau à se qualifier pour les phases finales et élimine le FC Grenoble (6-3 après prolongations) en barrage, le Stade toulousain (11-0) en huitième, l'AS Béziers  (18-8) en quart puis le Stadoceste tarbais (10-0) en demi-finale. Les Biarrots remportent la finale contre Perpignan à Toulouse (3-0) et gagnent le premier titre de l’histoire du club.
Le BO devient l’un des favoris du Championnat, parvenant à se qualifier régulièrement en phases finales. Il atteint ainsi les huitièmes de finale en 1936 où il est éliminé par Narbonne et les barrages en 1937, où il est battu par Thuir.

#### Vainqueur du challenge Yves du Manoir 1937

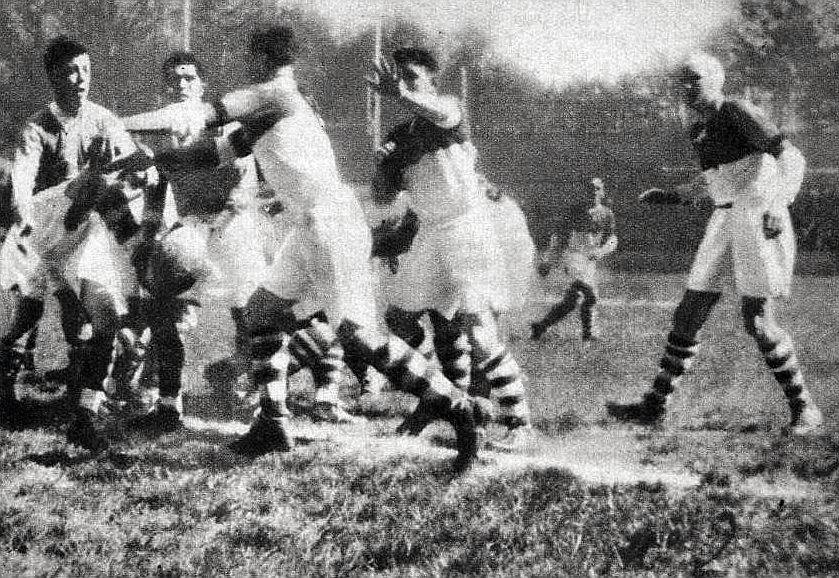
1937 (25 avril), Biarritz gagne le challenge Yves du Manoir, de nouveau face à l'USAP au stade des Ponts Jumeaux (ici le Biarrot Beaux).

En 1937, il remporte le challenge Yves-du-Manoir contre Perpignan (3-0), équipe qu’il affronte ensuite à deux reprises en finale du championnat.
En 1938, les rouges et blancs s’inclinent 8-6 après avoir battu Pézenas 11-3 à Bordeaux en huitième, Carcassonne 9-8 à Tarbes en quart et Montferrand 3-0 au parc des Princes en demi-finale.
En 1939, ils prennent leur revanche (6-0) après avoir battu Thuir 7-0 en huitième, Montferrand 5-0 en quart et Toulon 7-0 en demi-finale.

#### Vice-champion de France 1938
Biarritz s'incline en finale du championnat de France contre les Catalans de l'USAP.

#### Champion de France 1939
À la veille de la Seconde guerre mondiale, les Basques du BO prennent leur revanche en s'octroyant un deuxième titre de champion de France contre Perpignan.

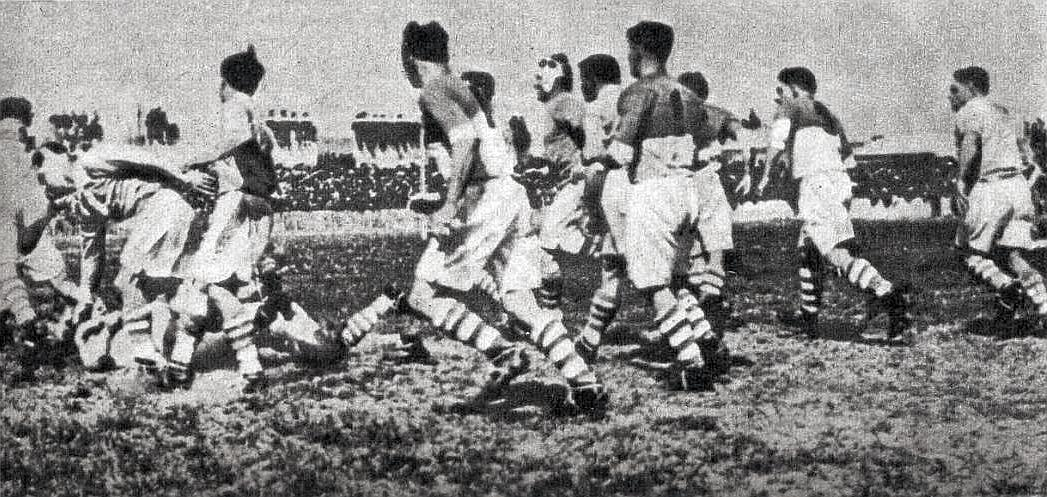
1939 (30 avril), Biarritz de nouveau champion de France face à l'USAP au stade des Ponts Jumeaux.

### La confirmation dans l’élite
Durant la guerre, le championnat s’arrête. Le BO, privé de la majorité de ses joueurs, dispute la Coupe des XV, compétition regroupant les clubs du Comité Côte Basque qu’il remporte en 1942, puis le championnat de la zone occupée dans le cadre duquel il atteint les demi-finales en 1943.
À la Libération, le championnat reprend, et Biarritz redevient une place forte, emmenée par une nouvelle génération de joueurs (Sarrabezolles, Arizabalaga, les frères Grenié, Junquas, Vignes, Pathenay). Les rouge et blanc brillent notamment en Coupe de France (demi-finale en 1944 contre le Stade bordelais et 1946 contre Pau).
Biarritz atteint ensuite les huitièmes de finale du Championnat en 1947, 1948, 1949 et 1954, ils voient l’éclosion du jeune Michel Celaya, sélectionné en équipe de France à 22 ans en 1953 puis devenu capitaine-entraîneur en 1958 puis entraîneur principal entre 1967 et 1972.
Le BO confirme son statut d’équipe incontournable de l’élite : emmené par des joueurs internationaux (Jean Bichindaritz, Christian Vignes, André Haget, Lucien Pariès, André Darrieussecq, Jean-Martin Etchenique), il parvient quasiment chaque année à se qualifier pour les phases finales, sans réussir toutefois à franchir le stade des huitièmes de finale (seizièmes de finale en 1956, 1957, 1958, 1965, 1966, 1973, 1976); (huitièmes de finale en 1959, 1962, 1963, 1969, 1970 et 1974) et enfin un quart de finale du Challenge Yves-du-Manoir en 1970.

### L'ère Blanco (1975-1992)
La saison 1975/1976 voit Serge Blanco disputer ses premiers matchs en équipe première.
Biarritz se qualifie pour les seizièmes de finale du Championnat où il est largement battu par Perpignan 48-3. En Challenge Yves-du-Manoir, le BO est battu lors de la dernière journée des matchs de poules à Romans et est éliminé.
Lors de la saison suivante, plusieurs autres jeunes joueurs font leur apparition en équipe première, dont Jean-Pierre Béraud et Roger Aguerre. L’équipe parvient à se qualifier pour les quarts de finale pour la première fois depuis 1939 et s'incline contre Nice (qui avait éliminé le Stade toulousain au tour précédent).

#### Échecs et phases finales du championnat de France
Le BO, emmené notamment par Roger Aguerre, Alain Arozarena qui terminera meilleur réalisateur du Championnat 1985 avec 213 points, Michel Béraud, Christian Brunel et les Néo-zélandais Brian Hegarty et Michael Clamp, confirme son renouveau les saisons suivantes à la fois en championnat (seizièmes de finale en 1980, 1981 et 1982 ; huitièmes de finale en 1978 et 1979 ; quarts de finale en 1985 contre Lourdes et 1986 contre Toulouse) et en challenge Yves-du-Manoir (quarts de finale en 1978, 1983  et 1988, huitième de finale en 1986). Quatre de ses joueurs sont sélectionnés en équipe de France : Serge Blanco, Francis Haget, Pascal Ondarts et Jean Condom, qui participent tous à la Coupe du Monde 1987.

#### Finaliste du Challenge Yves du Manoir 1989
En 1989, l’équipe dispute sa première finale de l’après-guerre en challenge Yves-du-Manoir alors qu’elle n’a pourtant pas réussi à rester dans le groupe A du championnat. Après avoir éliminé Brive, Toulon et Bourgoin, le BO affronte Narbonne à Tarbes pour le titre. Malgré une pénalité de 60 mètres de Blanco, il s’incline 18-12.
La saison suivante, le BO se qualifie de nouveau pour le groupe A du championnat, dont il dispute les huitièmes de finale en 1990 et 1991.
Deux de ses joueurs sont sélectionnés en équipe de France : Serge Blanco et Pascal Ondarts qui participent à la Coupe du Monde 1991.
Serge Blanco met ensuite fin à sa carrière en équipe de France après 93 sélections et le titre de meilleur marqueur d'essais français dans le Tournoi.

#### Vice-champion de France 1992
Pour la dernière saison de Serge Blanco en 1992, le BO réalise l’exploit de se qualifier pour la finale du championnat. Le parcours en phases finales les voit affronter Bayonne à Tarbes en quarts de finale après des victoires contre Tyrosse 21-15 et Brive 26-18 aux tours précédents. Dans un stade Maurice-Trélut envahi par 20 000 supporters basques, Franck Corrihons donne la victoire aux Biarrots d’un drop de 50 mètres en coin, le premier de sa carrière (16-15). En demi-finales, le BO écarte Grenoble (13-9) pour retrouver Toulon au parc des Princes. Les Toulonnais, emmenés par le jeune Yann Delaigue, s’imposent 19-14 pour le dernier match de Serge Blanco.
Le BO connaît ensuite deux saisons mitigées.
En 1993, il se qualifie toutefois pour le Top 16 en Championnat mais manque la qualification en Challenge.
En 1994, il termine en tête de sa poule de Championnat mais échoue ensuite en Top 16 dans une poule difficile derrière les mammouths de Grenoble, revanchards après avoir perdu une finale de championnat
controversée la saison précédente et Montferrand, futur vice-champion de France.

#### Descente en groupe A2 puis remontée parmi l'élite
L'année suivante, le BO descend en groupe A2, vaincu par Bayonne lors du match décisif pour un point (9-8) mais remonte dès la saison suivante, disputant les huitièmes de finale dès son retour dans l’élite pour la première année de Serge Blanco en tant que président.
L'année suivante, le club connaît un début de saison difficile.
Après avoir concédé un match nul à domicile 20-20 contre le Paris UC, Biarritz doit remporter ses 6 derniers matchs pour obtenir l'une des deux premières places de la poule, il y parvient, terminant 1 point devant le FC Auch et retrouve ainsi l'élite, un an seulement après l'avoir quitté.

### Le club au sommet (2000-2012)

#### Vainqueur de la coupe de France 2000
Le club se reconstruit : il recrute des joueurs confirmés (Laurent Mazas, Christophe Milhères, Sotele Puleoto, Legi Matiu) et lance des jeunes prometteurs (Pépito Elhorga, Philippe Bidabé, Sébastien Bonetti, Denis Avril).
Il atteint ainsi les huitièmes de finale du 1997 en 1997, éliminé par l'US Dax puis dispute son premier match européen à Newcastle en septembre 1997. Il passe au professionnalisme en 1998 en adoptant le statut de SAOS sous la présidence de Marcel Martin. Le 1er octobre 1998, le club devient ainsi le Biarritz olympique Pays basque.
L'année suivante, il manque la qualification réservée aux quatre premiers. L’équipe se renforce alors encore la saison suivante avec les arrivées des internationaux Philippe Bernat-Salles, Jean-Michel Gonzalez et Olivier Roumat et se qualifie pour les play-offs en 1999.
Lors de la saison 2000, le BO attire de nouveaux internationaux (les All-Blacks Frano Botica et Glen Osborne) et parvient à se hisser en quart-de-finale du championnat, éliminant Dax en barrages. Il pousse le Stade toulousain en prolongations à Tarbes (18-28). Mieux encore, il remporte la dernière édition du coupe de France au parc Lescure à Bordeaux contre Brive (24-13) ce qui lui permet de se qualifier pour la Heineken Cup pour la première fois de son histoire.

#### Demi-finaliste du championnat 2001
Le club confirme ses ambitions en annonçant en suivant le recrutement de plusieurs joueurs internationaux ou confirmés comme les frères Marc et Thomas Lièvremont et Emmanuel Ménieu). De nouveau qualifiés pour les phases finales, les Biarrots s’imposent sur la pelouse du Stade français en quart-de-finale, s’offrant leur première demi-finale depuis 1992. Ils s’inclinent contre Montferrand au stade Gerland (9-16). Pour leur  première participation à la Heineken Cup, ils parviennent à se qualifier pour les quarts-de-finale malgré une poule très relevée (le tenant du titre Northampton, le Leinster et Edinburgh). Ils s’inclinent à Limerick contre le Munster malgré quatre essais inscrits (29-37).

#### Champion de France 2002
À l’intersaison, le club fait sensation en recrutant Joe Roff, vainqueur de la Coupe du Monde 1999 avec l’Australie ainsi que l'arrière international Nicolas Brusque. Il devient rapidement l’un des favoris en terminant premier de sa poule régulière puis des play-offs. En demi-finale, le BO prend sa revanche contre Montferrand à Bordeaux. Le 8 juin 2002, il remporte contre Agen le troisième titre de son histoire, après prolongations grâce à un drop de Laurent Mazas à l’ultime seconde du match (25-22). Grâce à ce premier titre obtenu depuis 63 ans, le BO devient le troisième club professionnel champion depuis 1995 et le début de l'ère professionnelle du championnat de France, après le Stade toulousain et le Stade Français. Éliminé dès le premier tour en Heineken Cup, il dispute cependant la finale de la coupe de la Ligue à La Rochelle (défaite 19-23).

#### Demi-finaliste du championnat 2003
Fort de l'arrivée de Dimitri Yachvili, futur joueur emblématique du club, en provenance de Gloucester Rugby, le BO ne parvient cependant pas à conserver son titre, battu la saison suivante par le Stade français en demi-finale à Bordeaux (9-32). Il renoue cependant avec les phases finales de Heineken Cup, disputant les quarts-de-finale à Lansdowne Road contre le Leinster (défaite 13-18).
La coupe d’Europe devient l’un des principaux objectifs du club : lors de la saison 2003/2004, il dispute pour la première fois son quart-de-finale à domicile, au stade Anoeta de Saint-Sébastien, contre le Munster (victoire 19-10). Il s’agit du premier match délocalisé dans un pays non participant à la compétition. En demi-finale, les Biarrots sont battus par le Stade Français au parc des Princes sur un essai de Christophe Dominici à la 87e minute (17-20). En Top 16, ils sont éliminés en play-off.
En 2004, le BO effectue un recrutement ambitieux avec entre autres Benoît August, Imanol Harinordoquy, Damien Traille, Thierry Dusautoir, Olivier Olibeau et Benoît Lecouls. Surnommés les Galactiques en référence au Real Madrid, les Biarrots sont considérés comme l’un des favoris du championnat. L’effectif compte de nombreux internationaux en activité (Harinordoquy, Traille, Betsen, Yachvili, Brusque, Thion, Marlu) ou futurs internationaux (Couzinet, Boussès, Olibeau, Dusautoir, Dupuy, Tillous-Bordes, Lacroix).

#### Champion de France 2005
Malgré quelques faux pas retentissants en début de la saison 2004-2005 (quatre défaites consécutives en septembre dont une défaite à domicile contre Bayonne), l’équipe se qualifie facilement et défait Bourgoin en demi-finale à Toulouse. En finale, ils s’imposent de nouveau après prolongations contre le Stade français (37-34) après un chassé-croisé entre les buteurs Yachvili et Skrela.

#### Champion de France et Vice-champion d'Europe 2006

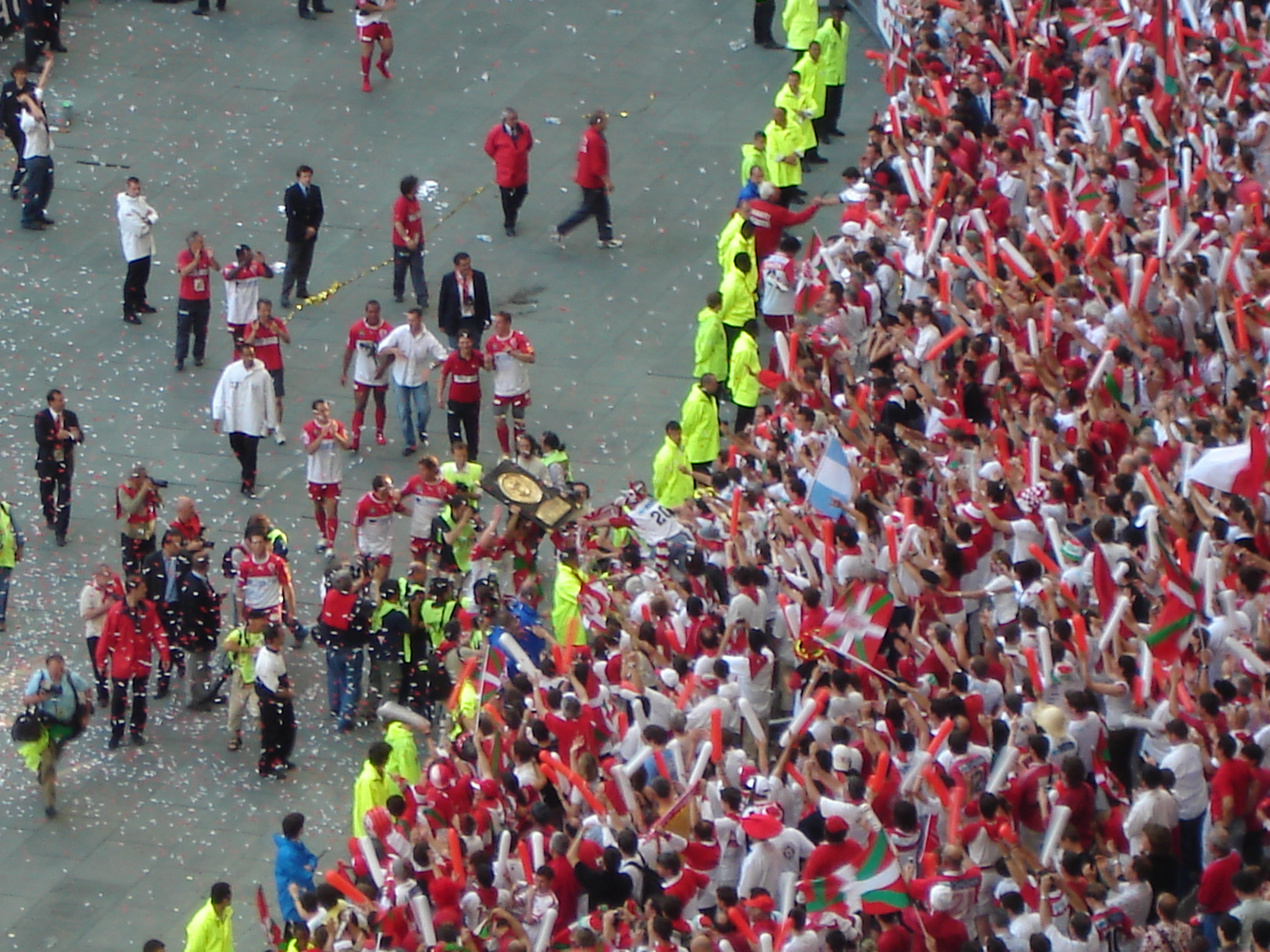
Célébration de la victoire de 2006 au stade de France.

La saison suivante, accompagné de Toulouse et du Stade Français, le club domine le championnat, signant l'écart le plus important au score dans un match de Top 14 contre Bayonne (54-0), et le nombre de points inscrits dans une finale de championnat (40). Le BO parvient pour la première fois en finale de Coupe d’Europe face au Munster à Cardiff (défaite 19-23) après avoir battu Sale (11-6) et Bath (18-9) en phases finales à Anoeta. Il remporte le Top 14 dans la foulée contre Toulouse (40-13) après avoir battu Perpignan en demi-finale (12-9). Marcel Martin quitte la présidence du club, remplacé par Serge Blanco, de retour après son intermède à la tête de la Ligue nationale de rugby.

#### Demi-finaliste du championnat 2007
Le club est au sommet mais ne parvient pas à maintenir sa domination : éliminé en demi-finales du championnat par le Stade Français et en quarts de finale de Heineken Cup par Northampton en 2007, le BO ne se qualifie plus pour les phases finales pendant deux saisons.
La saison suivante, le pilier Denis Avril met un terme à sa carrière après douze saisons en équipe première.

#### Vice-champion d'Europe 2010
En 2009-2010, les Biarrots renouent avec les phases finales en Coupe d’Europe : à Anoeta, ils écartent les Ospreys (29-28) en quarts puis le Munster (18-7) en demi-finales, avant d’échouer de nouveau en finale face à Toulouse (19-21) au Stade de France. L’année suivante, ils sont de nouveau battus par Toulouse en quarts de finale de Heineken Cup à Anoeta (20-27 après prolongations) et sont éliminés en barrages du Top 14 à Clermont (17-27).
Philippe Bidabé met alors un terme à sa carrière après seize saisons en équipe première.

#### Vainqueur du Challenge européen 2012
En 2012, le club remporte son premier titre européen : éliminé en phases de poule de Coupe d’Europe, il est reversé en Amlin Cup. Le BO bat successivement les Wasps, Brive et Toulon en finale (21-18) à Londres.
Le BO ne parvient plus à quitter le milieu de tableau du Championnat mais dispute les demi-finales d’Amlin Cup en 2013 (défaite chez le Leinster 16-44 après une victoire à Gloucester en quarts).

### Descente en deuxième division (2014-2021)
La saison 2013-2014 du Top 14 voit le BO enchaîner les défaites et s'acheminer vers la Pro D2 l’année de son centenaire. Le club est relégué le 2 mars 2014 après une défaite à Perpignan (10-16). Imanol Harinordoquy quitte alors le club pour le Stade toulousain après dix saisons en équipe première.
Un projet pour la reconstruction du club est annoncé et présenté aux supporters avant le terme du championnat, bien que la descente entraîne une forte baisse du budget (de 16,7 à 11,7 millions d'euros) et le départ de nombreux joueurs. Serge Blanco est réélu pour une durée de six ans à la tête du club.

#### Abandon du projet de fusion entre Biarritz et Bayonne en 2015
Après une saison décevante (6e du classement) et la descente de l’Aviron bayonnais en Pro D2, les deux clubs entament des pourparlers en vue d’une fusion des deux structures professionnelles. Le 23 juin 2015, les amateurs du Biarritz olympique votent contre le projet de rapprochement, entraînant l'échec du projet et la démission de Serge Blanco.
Le 13 août 2015, l'ancien international et joueur du club Nicolas Brusque est nommé président du Biarritz olympique par le conseil d'administration du club. Le 17 août 2015, Bruno Ledoux et Benjamin Gufflet entrent comme actionnaires minoritaires du Biarritz Olympique.
Lors de la saison 2015-2016, le club termine à la huitième place. Toutefois, le 26 mai 2016, le Conseil supérieur de la DNACG décide de prononcer sa rétrogradation pour raisons financières en championnat de Fédérale 1, le club disposant d'un délai de dix jours pour faire appel de cette décision. Finalement maintenu, le BO parvient à se qualifier pour les phases finales du championnat 2016-2017 grâce à sa victoire à Mont-de-Marsan à l’ultime journée. En demi-finale, il s’incline contre le futur promu agenais à Armandie.
Le 3 juillet 2017, la société Bruno Ledoux Holding Média (BLHM) et Benjamin Gufflet s'associent au sein de la filiale A-Team Sports Investments (ATSI) pour souscrire à l'augmentation de capital de 1 500 000€ votée en assemblée et assurer le budget 2017-2018. ATSI devient majoritaire avec près de 52 % des parts sociales du BOPB. Benjamin Gufflet devient président du club le 5 février 2018, remplaçant Nicolas Brusque mis en minorité par le Conseil d'administration du club.
Le 30 mars 2018, à la suite de la démission d'une partie des membres du Conseil d'administration et au décès du directeur général Pierre Bousquier, Benjamin Gufflet annonce quitter la présidence. Il est remplacé par Benoît Raynaud. Le 18 mai 2018, la DNACG rétrograde le club en Fédérale 1 pour la saison 2018-2019, pour raisons financières,. Les dissensions entre actionnaires du club conduisent au départ de Benoît Raynaud, Bruno Ledoux et Benjamin Gufflet, ces derniers cédant leurs parts dans le club à Louis-Vincent Gave, président de la société Gavekal. Jean-Baptiste Aldigé devient président le 6 juin 2018, et le club est officiellement maintenu en Pro D2 le 22 juin 2018.

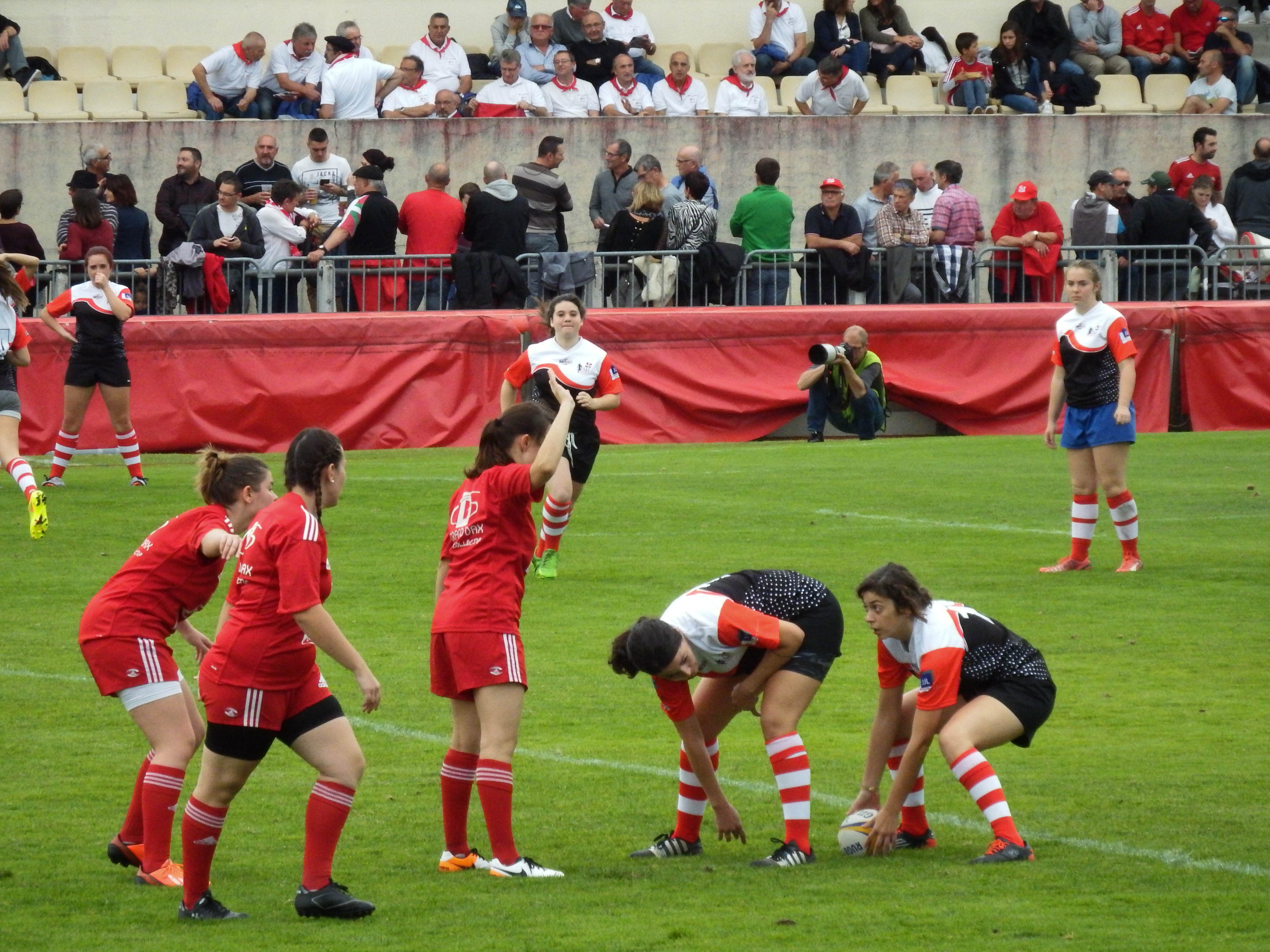
Rencontre de rugby à 5 entre l'US Dax et le FAR Biarritz (à droite) en 10 2016, une saison avant l'intégration de ses dernières au sein du Biarritz olympique.

Le 1er juillet 2018, le club du Féminines athlétiques rugby intègre celui du Biarritz olympique en tant que section féminine, et devient officiellement le Biarritz olympique rugby féminin ; créé quatre ans plus tôt, l'équipe était déjà partenaire du BO depuis un an. L'équipe évolue en Promotion fédérale à 10 pour la saison 2018-2019.
En décembre 2018, le club annonce que l'entreprise Lauak devient sponsor maillot.
Jean-Baptiste Aldigé entretient des relations houleuses avec la presse, empêchant notamment des journalistes d'accéder à la tribune les jours de matchs ou interdisant aux joueurs de répondre aux questions en conférence de presse. Il est condamné pour ces faits en mars 2023 à verser 5000 euros à l'Union des journalistes de sport en France. En mars 2019, des casquettes "Make journalism honest again" (sur le modèle des casquettes "Make America great again" de Donald Trump) sont distribuées dans le stade pour railler les journalistes.
En juin 2019, Jean-Baptiste Aldigé et le président de l'Aviron bayonnais Philippe Tayeb ont une vive altercation lors d'une demi-finale du Top 14 à Bordeaux, le second accusant le dirigeant biarrot de critiquer son club dans la presse. Ce dernier entretient également des relations conflictuelles avec le maire de Bayonne Jean-René Etchegaray par articles de presse interposés.
Pour la saison 2020-2021, le club opère un recrutement ambitieux avec l'arrivée de 11 nouvelles recrues parmi lesquelles figurent l'international australien Henry Speight ou encore l'international néo-zélandais Francis Saili plaçant le club basque parmi les favoris à la remontée en Top 14. Dans le même temps, Serge Blanco effectue son retour au BO en étant promu manager des cadets .
En mai 2021, le BO signe un nouveau partenariat avec l'application Grindr, spécialisée dans les rencontres gay. La signature de ce nouveau sponsor maillot représente un coup médiatique important dans un contexte où les fédérations sportives tentent de libérer la parole homosexuelle et de lutter contre l'homophobie dans le sport.

#### Vice-champion de France de Pro D2 et remontée en Top 14 2021
Le BO élimine Vannes en demi-finale (34-33) et se qualifie en finale de Pro D2 contre Perpignan au GGL Stadium de Montpellier. Le 5 juin 2021, les Basques du BO s'inclinent 33-16 contre l'USA Perpignan en finale de Pro D2. 
En barrage d'accession en Top 14, après une égalité parfaite (6-6), Biarritz s'impose aux tirs au but au stade Aguiléra (6-5), dans le derby basque, face à l'Aviron bayonnais.
Le BO est toutefois menacé de sanctions financières par la préfecture pour non respect du protocole sanitaire (entre autres, jauge de 5 000 spectateurs dépassés, envahissement du terrain par les supporters après le match, vente d'alcool en emporter).
En mars 2021, Jean-Baptiste Aldigé rencontre des élus de la Métropole européenne de Lille pour envisager une délocalisation du club dans le Nord de la France afin de pouvoir bénéficier d'un nouveau stade et d'un modèle économique plus stable. Un départ au Stadium Nord de Villeneuve d'Ascq est évoqué malgré l'opposition de son club résident l'Olympique marcquois rugby et un démenti de la maire de Lille Martine Aubry. Le déménagement de la structure professionnelle est envisagée et un match amical est organisé en août 2021 à Villeneuve d'Ascq contre l'Union Bordeaux Bègles. Le club évoque également la possibilité de disputer ses matchs de Challenge Cup à Villeneuve d'Ascq mais le projet n'aboutit pas.

### Retour en Pro D2 et changement de propriétaire (depuis 2022)

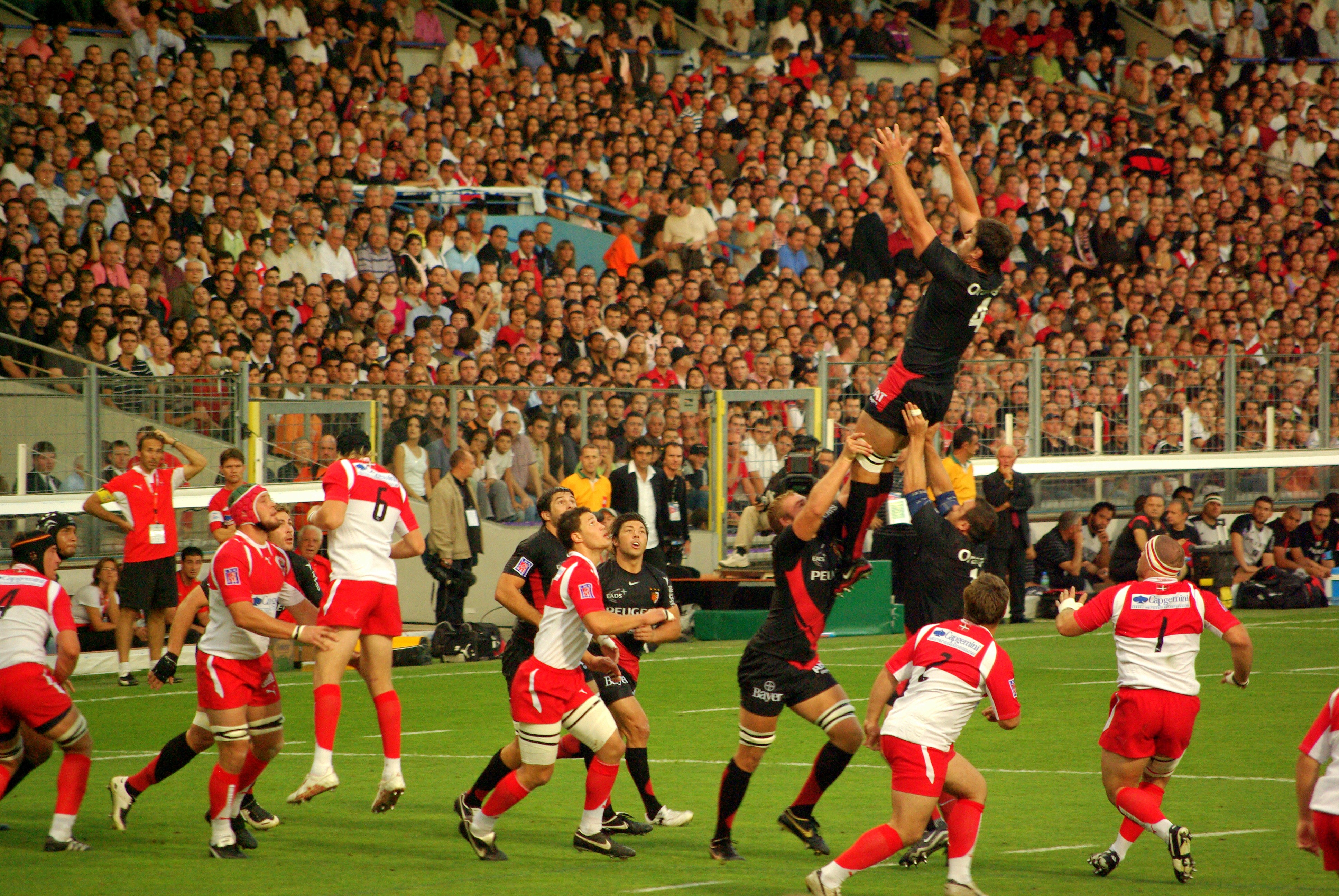
Alignements toulousain et biarrot en touche lors de la rencontre de la 3e journée opposant les deux équipes au Stadium.

À l'issue de la saison 2021-2022, Biarritz est relégué en Pro D2 à deux journées de la fin du championnat après une défaite 13-48 contre le Castres olympique au stade Aguiléra. 
À la suite de l'élection de David Couzinet à la tête de l'association du Biarritz olympique en septembre 2021 en compagnie d'autres anciens joueurs (Dimitri Yachvili, Imanol Harinordoquy, Christophe Milhères, Jérôme Thion et Jimmy Marlu), un conflit éclate avec la section professionnelle autour notamment du modèle financier de la section amateur,, conduisant à plusieurs procès. David Couzinet finit par démissionner en août 2023,.
Les relations sont également conflictuelles avec le groupe de supporters Miarritzeko Mutilak,, dont un membre est exclu du stade et accuse Jean-Baptiste Aldigé de l'avoir giflé en décembre 2021.
En avril 2023, Louis-Vincent Gave et Jean-Baptiste Aldigé annoncent leur départ du BO et leur volonté de reprendre le SU Agen mais faute de repreneurs et de solutions satisfaisantes, ils décident finalement de rester au BO. 
Un nouveau projet de délocalisation du club est envisagé, cette fois à Saint-Sébastien autour d'un stade rénové au Miniestadio d'Anoeta (es),. L'échec du projet de déménagement à Saint-Sébastien souhaité par les dirigeants entérine leur volonté de quitter le club dans les plus brefs délais. Le club est finalement cédé par Louis-Vincent Gave, notamment après l'impossibilité de trouver un accord avec la mairie concernant l'agrandissement du stade Aguiléra. Shaun Hegarty, Marc Baget et Flip van der Merwe rachètent le club début avril 2024 contre un euro symbolique. Jean-Baptiste Aldigé prend la présidence du Stade niçois,.
Quelques semaines après le rachat du club, l'A2R convoque les nouveaux repreneurs pour une réunion car les documents fournis pour construire le budget pour la saison suivante ne comportent aucune garantie bancaire ni d'informations suffisantes sur l'identité du futur financier du club. Début mai 2024, les nouveaux repreneurs dévoilent à l'A2R les noms de leurs partenaires financiers qui vont soutenir le club à partir de 2024. Parmi eux, Pierre-Edouard Stérin, milliardaire considéré comme la 104e fortune de France. La révélation de ce nom suscite des crispations parmi les suiveurs du BO car l'homme d'affaires, qui se considère comme libertarien, est une figure importante de l'extrême-droite catholique française,. Le club est finalement maintenu en appel.
En novembre 2024, une équipe de rugby à sept est créée et encadrée par l'ancien joueur Jean-Baptiste Gobelet. Elle dispute son premier tournoi à Dubaï où elle remporte la médaille de bronze dans la compétition des équipes invitées.
En décembre 2024, la direction du club porte plainte contre X pour abus de biens sociaux, visant la gestion de l'ancien président Jean-Baptiste Aldigé. En effet, à la suite d'un audit interne, il est révélé 400 000 euros de factures sans lien avec le club. Par ailleurs le Biarritz olympique a demandé, en 2024, un premier remboursement de 208 000 euros à Jean-Baptiste Aldigé. Ce dernier a refusé considérant ces dépenses conformes aux intérêts du club,. 
En mai 2025, alors que l'équipe se maintient sportivement, le club est de nouveau rétrogradé en Nationale sur décision de l'A2R ; Cyril Arrosteguy remplace Arnaud Dubois à la présidence du directoire pour tenter de sauver la place du club en Pro D2 et annonce faire appel. Le BO est finalement maintenu en appel mais est pénalisé de trois points au classement pour la saison 2025/2026.

## Bilan par saison
Au 13 juin 2022 :
- Plus large victoire : Biarritz-Nîmes 75-0 en 1998/1999
- Plus large défaite : Toulouse-Biarritz 80-7 en 2021/2022
- Plus grand nombre de points marqués : 75 contre Nîmes en 1998/1999 (75-0)
- Plus grand nombre de points encaissés : 80 contre Toulouse en 2021/2022 (80-7)
- Adversaire le plus souvent affronté : Stade toulousain (67 matchs)
- Adversaire le plus souvent battu : Aviron bayonnais (32 victoires)
- Adversaire le plus souvent vainqueur : Stade toulousain (45 défaites)
- Plus longue invincibilité à domicile : 34 victoires entre le 05/01/2002 et le 24/04/2004
- Plus grand nombre de victoires consécutives en championnat de France : 8 entre le 23/12/2004 et le 09/04/2005
- Plus grand nombre de victoires consécutives toutes compétitions confondues : 11 entre le 23/12/2004 et le 09/04/2005
- Plus grand nombre de défaites consécutives en championnat de France : 8 entre le 30/08/2013 et le 02/11/2013
- Plus grand nombre de défaites consécutives toutes compétitions confondues : 8 entre le 30/08/2013 et le 19/10/2013
- Bilan à domicile : 587 victoires, 41 nuls, 129 défaites
- Bilan à l’extérieur : 217 victoires, 48 nuls, 497 défaites
- Bilan en phases finales : 39 victoires, 44 défaites

| Saison    | Championnat       | Nb équipe/poule | Division          | Classement        | Phase finale                                           | Titres                                     |
| 2024-2025 | Pro D2            | 16              | Seconde division  | 9e                | -                                                      | -                                          |
| 2023-2024 | Pro D2            | 16              | Seconde division  | 14e               | -                                                      | -                                          |
| 2022-2023 | Pro D2            | 16              | Seconde division  | 11e               | -                                                      | -                                          |
| 2021-2022 | Top 14            | 14              | Première division | 14e               | -                                                      | -                                          |
| 2020-2021 | Pro D2            | 16              | Seconde division  | 3e                | Finale                                                 | Vainqueur du barrage d'accession au Top 14 |
| 2019-2020 | Pro D2            | 16              | Seconde division  | 6e                | Saison arrêtée à la suite de l'épidémie de coronavirus | -                                          |
| 2018-2019 | Pro D2            | 16              | Seconde division  | 7e                | -                                                      | -                                          |
| 2017-2018 | Pro D2            | 16              | Seconde division  | 6e                | Barrage                                                | -                                          |
| 2016-2017 | Pro D2            | 16              | Seconde division  | 5e                | Demi-finale                                            | -                                          |
| 2015-2016 | Pro D2            | 16              | Seconde division  | 8e                | -                                                      | -                                          |
| 2014-2015 | Pro D2            | 16              | Seconde division  | 7e                | -                                                      | -                                          |
| 2013-2014 | Top 14            | 14              | Première division | 14e               | -                                                      | -                                          |
| 2012-2013 | Top 14            | 14              | Première division | 9e                | -                                                      | -                                          |
| 2011-2012 | Top 14            | 14              | Première division | 9e                | -                                                      | -                                          |
| 2010-2011 | Top 14            | 14              | Première division | 5e                | Barrage                                                | -                                          |
| 2009-2010 | Top 14            | 14              | Première division | 7e                | -                                                      | -                                          |
| 2008-2009 | Top 14            | 14              | Première division | 5e                | -                                                      | -                                          |
| 2007-2008 | Top 14            | 14              | Première division | 6e                | -                                                      | -                                          |
| 2006-2007 | Top 14            | 14              | Première division | 4e                | Demi-finale                                            | -                                          |
| 2005-2006 | Top 14            | 14              | Première division | 1er               | Finale                                                 | Champion de France                         |
| 2004-2005 | Top 16            | 16              | Première division | 1er               | Finale                                                 | Champion de France                         |
| 2003-2004 | Top 16            | 8               | Première division | 3e                | Play-off                                               | -                                          |
| 2002-2003 | Top 16            | 8               | Première division | 1er               | Demi-finale                                            | -                                          |
| 2001-2002 | Top 16            | 8               | Première division | 1er               | Finale                                                 | Champion de France                         |
| 2000-2001 | Élite 1           | 11              | Première division | 3e                | Demi-finale                                            | -                                          |
| 1999-2000 | Élite 1           | 12              | Première division | 6e                | Quart de finale                                        | -                                          |
| 1998-1999 | Élite 1           | 8               | Première division | 2e                | Play-off                                               | -                                          |
| 1997-1998 | Groupe A1         | 10              | Première division | 6e                | -                                                      | -                                          |
| 1996-1997 | Groupe A1         | 10              | Première division | 6e                | Huitième de finale                                     | -                                          |
| 1995-1996 | Groupe A2         | 10              | Seconde division  | 1er               | Tour qualificatif                                      | -                                          |
| 1994-1995 | Groupe A          | 8               | Première division | 5e                | Relégué                                                | -                                          |
| 1993-1994 | Groupe A          | 8               | Première division | 2e                | Top 16 (4e de la poule 3)                              | -                                          |
| 1992-1993 | Groupe A          | 8               | Première division | 4e de la poule 2  | Top 16 (4e de la poule 1)                              | -                                          |
| 1991-1992 | Groupe A          | 10              | Première division | 3e de la poule 3  | Finale                                                 | -                                          |
| 1990-1991 | Groupe A          | 8               | Première division | 4e de la poule 2  | Huitième de finale                                     | -                                          |
| 1989-1990 | Groupe A          | 8               | Première division | 4e de la poule 2  | Huitièmes de finale                                    | -                                          |
| 1988-1989 | Groupe B          | 5               | Première division | 3e de la poule L  | Demi-finales                                           | -                                          |
| 1987-1988 | Groupe A          | 8               | Première division | 6e de la poule 3  | -                                                      | -                                          |
| 1986-1987 | Groupe A1         | 10              | Première division | 6e du groupe 2    | -                                                      | -                                          |
| 1985-1986 | Groupe A          | 10              | Première division | 2e du groupe 2    | Quarts de finale                                       | -                                          |
| 1984-1985 | Groupe A          | 10              | Première division | 2e du groupe 2    | Quarts de finale                                       | -                                          |
| 1983-1984 | Groupe A          | 8               | Première division | 5e du groupe 5    | -                                                      | -                                          |
| 1982-1983 | Groupe A          | 10              | Première division | 7e du groupe 2    | -                                                      | -                                          |
| 1981-1982 | Groupe A          | 10              | Première division | 6e de la poule A  | Barrages                                               | -                                          |
| 1980-1981 | Groupe A          | 10              | Première division | 6e de la poule C  | Seizièmes de finale                                    | -                                          |
| 1979-1980 | Groupe A          | 10              | Première division | 6e de la poule C  | Seizième de finale                                     | -                                          |
| 1978-1979 | Groupe A          | 10              | Première division | 2e de la poule D  | Huitième de finale                                     | -                                          |
| 1977-1978 | Groupe A          | 10              | Première division | 2e du groupe 3    | Huitième de finale                                     | -                                          |
| 1976-1977 | Groupe A          | 8               | Première division | 3e du groupe 1    | Quart de finale                                        | -                                          |
| 1975-1976 | Groupe A          | 8               | Première division | 4e de la poule C  | Seizième de finale                                     | -                                          |
| 1974-1975 | Première division | 8               | Première division | 5e du groupe E    | -                                                      | -                                          |
| 1973-1974 | Groupe A          | 8               | Première division | 4e du groupe 2    | Huitième de finale                                     | -                                          |
| 1972-1973 | Première division | 8               | Première division | 2e du groupe 4    | Seizième de finale                                     | -                                          |
| 1971-1972 | Première division | 8               | Première division | 5e du groupe 8    | -                                                      | -                                          |
| 1970-1971 | Première division | 8               | Première division | 3e du groupe 4    | Seizième de finale                                     | -                                          |
| 1969-1970 | Première division | 8               | Première division | 2e du groupe 2    | Huitième de finale                                     | -                                          |
| 1968-1969 | Première division | 8               | Première division | Groupe 8          | Huitième de finale                                     | -                                          |
| 1967-1968 | Première division | 8               | Première division | Groupe 3          | -                                                      | -                                          |
| 1966-1967 | Première division | 8               | Première division | Groupe 7          | -                                                      | -                                          |
| 1965-1966 | Première division | 8               | Première division | Groupe 7          | Seizième de finale                                     | -                                          |
| 1964-1965 | Première division | 8               | Première division | Groupe 2          | Seizième de finale                                     | -                                          |
| 1963-1964 | Première division | 8               | Première division | Groupe 2          | -                                                      | -                                          |
| 1962-1963 | Première division | 8               | Première division | Groupe 2          | Huitième de finale                                     | -                                          |
| 1961-1962 | Première division | 8               | Première division | Groupe 7          | Huitième de finale                                     | -                                          |
| 1960-1961 | Première division | 8               | Première division | Groupe 6          | -                                                      | -                                          |
| 1959-1960 | Première division | 8               | Première division | Poule B           | Seizième de finale                                     | -                                          |
| 1958-1959 | Première division | 8               | Première division | Poule E           | Huitième de finale                                     | -                                          |
| 1957-1958 | Première division | 8               | Première division | Poule A           | Seizième de finale                                     | -                                          |
| 1956-1957 | Première division | 8               | Première division | Poule E           | Seizième de finale                                     | -                                          |
| 1955-1956 | Première division | 8               | Première division | Poule F           | Seizième de finale                                     | -                                          |
| 1954-1955 | Première division | 8               | Première division | Poule B           | -                                                      | -                                          |
| 1953-1954 | Première division | 8               | Première division | Poule D           | Huitième de finale                                     | -                                          |
| 1952-1953 | Première division | 8               | Première division | Poule D           | -                                                      | -                                          |
| 1951-1952 | Première division | 8               | Première division | Poule D           | -                                                      | -                                          |
| 1950-1951 | Première division | 8               | Première division | Poule F           | -                                                      | -                                          |
| 1949-1950 | Première division | 8               | Première division | ?                 | Seizième de finale                                     | -                                          |
| 1948-1949 | Première division | 8               | Première division | Poule H           | Huitième de finale                                     | -                                          |
| 1947-1948 | Première division | 5               | Première division | Poule F           | Huitième de finale                                     | -                                          |
| 1946-1947 | Première division | 4               | Première division | Poule D           | Huitième de finale                                     | -                                          |
| 1945-1946 | Première division | ?               | Première division | ?                 | -                                                      | -                                          |
| 1944-1945 | Première division | ?               | Première division | ?                 | Huitième de finale                                     | -                                          |
| 1943-1944 | Première division | 8               | Première division | Poule 2           | -                                                      | -                                          |
| 1942-1943 | Première division | 5               | Première division | Zone Nord         | Demi-finale                                            | -                                          |
| 1938-1939 | Première division | ?               | Première division | Poule D           | Finale                                                 | Champion de France                         |
| 1937-1938 | Première division | 5               | Première division | 1er de la poule A | Finale                                                 | -                                          |
| 1936-1937 | Première division | ?               | Première division | -                 | -                                                      | -                                          |
| 1935-1936 | Première division | 7               | Première division | 2e de la poule A  | Huitième de finale                                     | -                                          |
| 1934-1935 | Première division | ?               | Première division | ?                 | Finale                                                 | Champion de France                         |
| 1933-1934 | Première division | 9               | Première division | 2e de la Poule D  | Finale                                                 | -                                          |
| 1932-1933 | Tournoi des Douze | 12              | Tournoi des Douze | -                 | -                                                      | -                                          |
| 1931-1932 | Tournoi des Douze | 12              | Tournoi des Douze | -                 | -                                                      | -                                          |

## Bilan des confrontations par club

### Championnat de France
Au 15 juin 2022

## Image et identité

### Couleurs et maillots
Les couleurs historiques du club sont le rouge et le blanc. Le maillot allie traditionnellement une moitié haute rouge et une moitié basse blanche, un short blanc et des chaussettes rouges. À partir de la saison 2002/2003, Serge Blanco est remplacé par Puma comme équipementier, qui conserve les couleurs historiques. Il est remplacé par Burrda en 2011, qui lance un maillot blanc avec une vague rouge. En 2016, Macron devient l'équipementier et crée un maillot à dominante blanche. Pour la saison 2019-2020, le maillot domicile est entièrement rouge avec un drapeau basque sur le devant du col et des personnages de la culture populaire en filigrane.
Le maillot extérieur a évolué au fil des années : entièrement blanc avec un col rouge jusqu'au milieu des années 1990, il devient ensuite à dominante noire (aux couleurs de la Ville de Biarritz) avec une manche rouge et une manche blanche, qui deviennent ensuite noires. Il devient gris et blanc en 2016, avant de redevenir à dominante noire en 2019.
Lors des campagnes européennes des années 2000, un troisième jeu de maillots est créé aux couleurs du drapeau basque, l'ikurriña, qui devient ensuite le maillot extérieur. Un maillot spécial à dominante verte a également été utilisé pour les phases finales de la saison 1998/1999. Deux maillots ont été portés ponctuellement dans les années 2000 : noir avec des étoiles et rouge avec des vagues.

### Logo
Le 21 juin 2016, le club dévoile via un communiqué officiel son nouveau logo, « résultant de la combinaison d’éléments historiques et nouveaux, accompagné d'une nouvelle charte graphique dynamique ».

Évolution du logo
Logo de 1980 à 2005[réf. nécessaire].
Logo de 2007 à 2009[réf. nécessaire].
Logo depuis 2016.

### Mascotte
À partir de novembre 2001, le personnage de « l'Indien » fait son apparition parmi les supporteurs biarrots, sous la personne de Robert Rabagny ; selon lui, le choix de son identité est faite en opposition au « maillot bleu ciel [...] de l'Aviron bayonnais, [les] Tuniques bleues », auquel le maillot rouge du Biarritz olympique est alors comparé aux « peaux-rouges »,. Il est également connu sous le nom de Géronimo.
Après son centenaire, le club souhaite opter pour une nouvelle mascotte ; Koxka, sous les traits d'un corsaire, œuvre à partir de 2015.

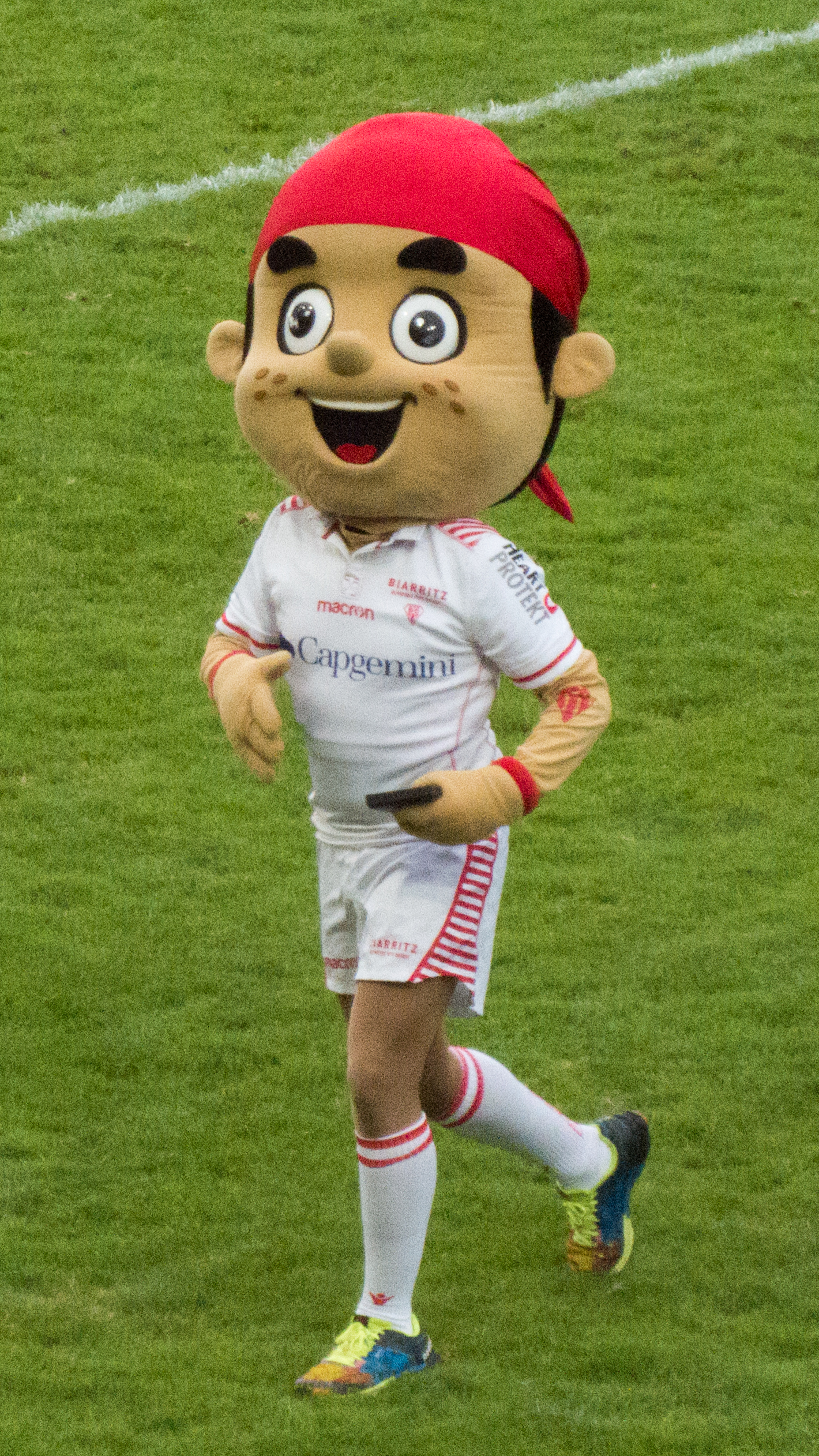
Koxka, mascotte officielle du club à partir de la saison 2015.

## Palmarès
| Coupes d'Europe | Championnats de France |
| - Coupe d'Europe : - Finaliste (2) : 2006 et 2010 - Challenge européen : - Vainqueur (1) : 2012 | - Championnat de France de première division : - Champion (5) : 1935, 1939, 2002, 2005 et 2006 - Vice-champion (3) : 1934, 1938 et 1992 - Championnat de France de deuxième division : - Vice-champion (2) : 1925 et 2021 - Barrage d'accession au Top 14 : - Vainqueur (1) : 2021 - Championnat de France des réserves : - Champion (7) : 1954, 1959, 1978, 1984, 1986, 1989 et 2000 - Finaliste (3) : 1929, 1980 et 1987 |
| Challenges et coupes français | Compétitions régionales |
| - Challenge Yves du Manoir : - Vainqueur (1) : 1937 - Finaliste (1) : 1989 - Coupe de France : - Vainqueur (1) : 2000 - Coupe de la Ligue : - Finaliste (1) : 2002 - Challenge Antoine Béguère : - Vainqueur (1) : 1991 - Finaliste (1) : 1979 | - Championnat de la Côte basque : - Champion (2) : 1917 et 1922 |

### Les finales du BOPB

#### Coupe d'Europe

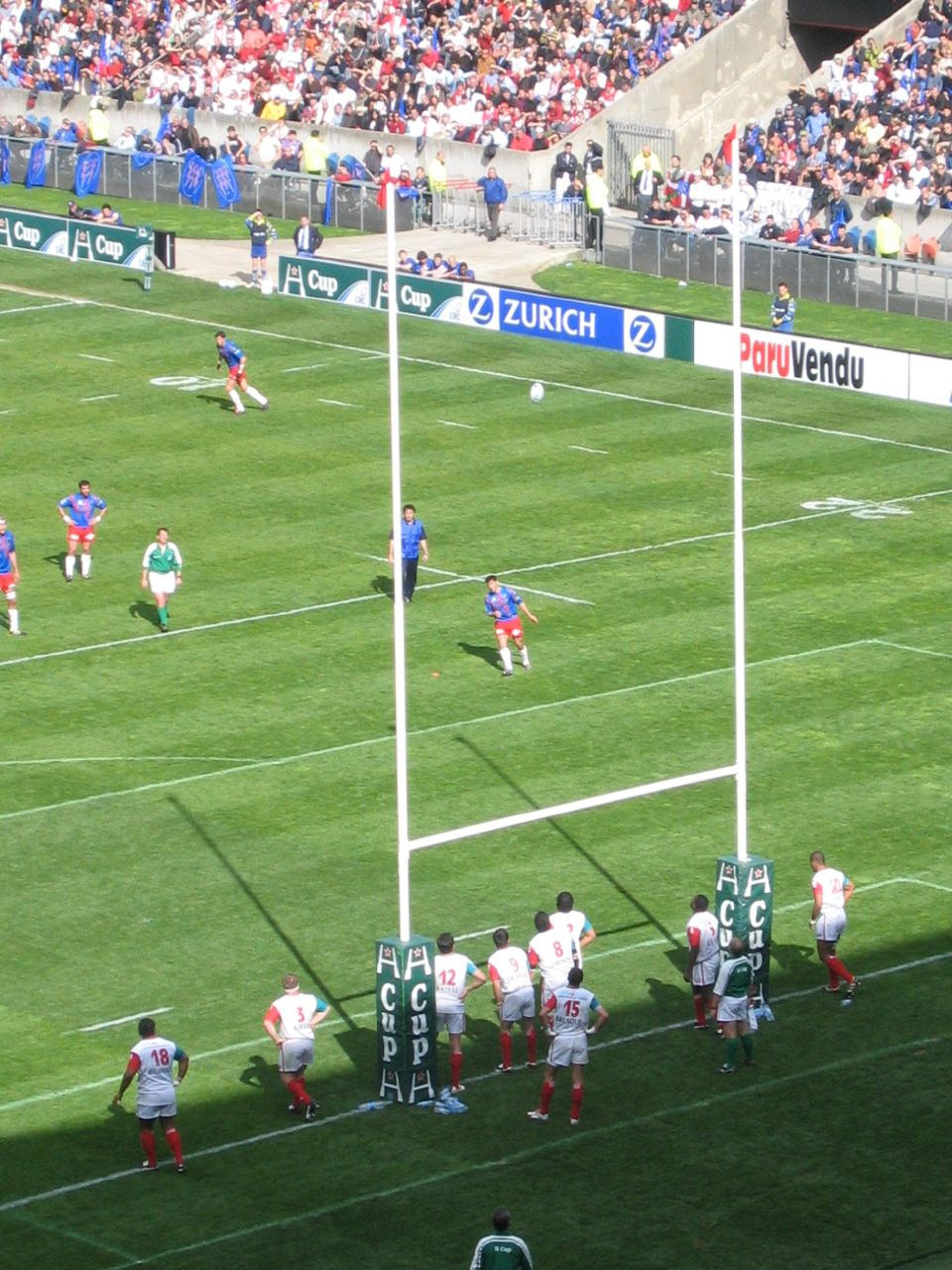
Stade Français Paris - BO, demi-finale de la coupe d'Europe HCup 2005

| Date de la finale | Compétitions        | Vainqueur          | Finaliste          | Score | Lieu de la finale             | Spectateurs |
| ----------------- | ------------------- | ------------------ | ------------------ | ----- | ----------------------------- | ----------- |
| 20 mai 2006       | Heineken Cup        | Munster            | Biarritz olympique | 23-19 | Millennium Stadium, Cardiff   | 74 534      |
| 22 mai 2010       | Heineken Cup        | Stade toulousain   | Biarritz olympique | 21-19 | Stade de France, Saint-Denis  | 80 000      |
| 18 mai 2012       | Amlin Challenge Cup | Biarritz olympique | Toulon             | 21-18 | The Twickenham Stoop, Londres | 9 376       |

#### Championnat de France de première division
| Date de la finale | Vainqueur          | Finaliste          | Score | Lieu de la finale                 | Spectateurs |
| ----------------- | ------------------ | ------------------ | ----- | --------------------------------- | ----------- |
| 13 mai 1934       | Aviron bayonnais   | Biarritz olympique | 13-8  | Stade des Ponts Jumeaux, Toulouse | 18 000      |
| 12 mai 1935       | Biarritz olympique | USA Perpignan      | 3-0   | Stade des Ponts Jumeaux, Toulouse | 23 000      |
| 8 mai 1938        | USA Perpignan      | Biarritz olympique | 11-6  | Stade des Ponts Jumeaux, Toulouse | 24 600      |
| 30 avril 1939     | Biarritz olympique | USA Perpignan      | 6-0   | Stade des Ponts Jumeaux, Toulouse | 23 000      |
| 6 juin 1992       | RC Toulon          | Biarritz olympique | 19-14 | Parc des Princes, Paris           | 48 000      |
| 8 juin 2002       | Biarritz olympique | SU Agen            | 25-22 | Stade de France, Saint-Denis      | 78 457      |
| 11 juin 2005      | Biarritz olympique | Stade français     | 37-34 | Stade de France, Saint-Denis      | 79 475      |
| 10 juin 2006      | Biarritz olympique | Stade toulousain   | 40-13 | Stade de France, Saint-Denis      | 79 474      |

#### Barrage d'accession au championnat de France
| Date de la finale | Vainqueur          | Finaliste        | Score            | Lieu de la finale                    | Spectateurs          |
| ----------------- | ------------------ | ---------------- | ---------------- | ------------------------------------ | -------------------- |
| 12 juin 2021      | Biarritz olympique | Aviron bayonnais | 6-6 (t-a-b, 6-5) | Parc des sports d'Aguiléra, Biarritz | entre 5 000 et 8 000 |

#### Championnat de France de deuxième division
| Date de la finale | Vainqueur      | Finaliste          | Score   | Lieu de la finale                     | Spectateurs |
| ----------------- | -------------- | ------------------ | ------- | ------------------------------------- | ----------- |
| 16 avril 1925     | AS Montferrand | Biarritz olympique | 14 – 6  | Stade Jacques Chaban-Delmas, Bordeaux |             |
| 5 juin 2021       | USA Perpignan  | Biarritz olympique | 33 – 16 | GGL Stadium, Montpellier              | 1000        |

#### Challenge Yves du Manoir
| Date de la finale | Vainqueur | Finaliste | Score | Lieu de la finale                 |
| ----------------- | --------- | --------- | ----- | --------------------------------- |
| 25 avril 1937     | Biarritz  | Perpignan | 3-0   | Stade des Ponts Jumeaux, Toulouse |
| 20 mai 1989       | Narbonne  | Biarritz  | 18-12 | Stade Maurice Trélut, Tarbes      |

#### Coupe de France
| Date de la finale | Vainqueur | Finaliste | Score | Lieu de la finale       |
| ----------------- | --------- | --------- | ----- | ----------------------- |
| 1er juin 2000     | Biarritz  | Brive     | 24-13 | Stade Lescure, Bordeaux |

#### Coupe de la Ligue
| Date de la finale | Vainqueur   | Finaliste | Score | Lieu de la finale                   |
| ----------------- | ----------- | --------- | ----- | ----------------------------------- |
| 23 mars 2002      | La Rochelle | Biarritz  | 23-19 | Stade Marcel-Deflandre, La Rochelle |

#### Championnat de France Espoirs
| Date de la finale       | Vainqueur | Finaliste           | Score | Lieu de la finale                 |
| ----------------------- | --------- | ------------------- | ----- | --------------------------------- |
| 21 mai 2000             | Biarritz  | Saint-Savin Sportif | 14-8  | Stade Amédée-Domenech, Brive      |
| 28 mai 2017 (Elite 2)   | CA Brive  | Biarritz            | 32-29 | Stade Lachaze, Ambarès-et-Lagrave |
| 13 mai 2018 (Elite 2)   | Biarritz  | CA Brive            | 14-13 | Stade de Bouzet, Cestas           |
| 1er juin 2025 (Elite 2) | Biarritz  | Stade français      | 34-20 | Stade Paul-Rébeilleau, Poitiers   |

## Personnalités du club

### Effectif professionnel 2025-2026
| Nom                 | Date de naissance | Nationalité sportive | Sélections (points) | Club précédent        | Arrivée au club |
| Talonneurs          | Talonneurs        | Talonneurs           | Talonneurs          | Talonneurs            | Talonneurs      |
| ------------------- | ----------------- | -------------------- | ------------------- | --------------------- | --------------- |
| Yohan Beheregaray   | 29 mai 1996       | France               | -                   | ASM Clermont          | 2024            |
| → Adrien Sonzogni   | 15 février 2003   | France               | -                   | RC Massy              | 2025            |
| Clément Martinez    | 14 mars 1996      | France               | -                   | SU Agen               | 2024            |
| Piliers             |                   |                      |                     |                       |                 |
| Zakaria El Fakir    | 29 janvier 1997   | Maroc                | 2 (0)               | SU Agen               | 2021            |
| François Mur        | 5 septembre 2003  | France               | -                   | Anglet olympique      | 2024            |
| Giorgi Nutsubidze   | 11 novembre 1998  | Géorgie              | -                   | Lelo Saracens         | 2018            |
| Hugo Pirlet         | 2 octobre 1996    | France               | -                   | Colomiers Rugby       | 2025            |
| Alexandre Plantier  | 19 décembre 1991  | France               | -                   | Stade aurillacois     | 2024            |
| Quentin Samaran     | 30 décembre 1997  | France               | -                   | Provence Rugby        | 2025            |
| Solomone Tukuafu    | 13 septembre 1996 | Nouvelle-Zélande     | -                   | Waikato               | 2024            |
| Deuxièmes lignes    |                   |                      |                     |                       |                 |
| Heath Backhouse     | 4 septembre 1998  | Afrique du Sud       | -                   | Stade aurillacois     | 2025            |
| Johnny Dyer         | 6 avril 1992      | Fidji                | 4 (10)              | Racing 92             | 2020            |
| Piula Faasalele     | 22 janvier 1988   | Samoa                | 21 (10)             | Stade toulousain      | 2024            |
| Aston Fortuin       | 16 avril 1996     | Afrique du Sud       | -                   | Stade montois         | 2025            |
| Ellande Sanderson   | 12 juillet 2004   | France               | -                   | Formé au club         | 2024            |
| Troisièmes lignes   |                   |                      |                     |                       |                 |
| Cornell du Preez    | 23 mars 1991      | Écosse               | 9 (0)               | RC Toulon             | 2024            |
| Thomas Hébert       | 18 février 2000   | France               | -                   | Stade toulousain      | 2021            |
| Aitor Hourcade      | 13 février 2001   | France               | -                   | Aviron bayonnais      | 2024            |
| Ekain Imaz Agirre   | 18 février 2000   | Espagne              | 13 (5)              | Formé au club         | 2023            |
| Rémi Bourdeau       | 27 février 1992   | France               | -                   | Aviron bayonnais      | 2025            |
| Jessy Jegerlehner   | 25 juillet 1997   | France               | -                   | Provence Rugby        | 2024            |
| Alban Placines      | 23 avril 1993     | France               | -                   | Stade toulousain      | 2025            |
| Filimo Taofifénua   | 15 octobre 1993   | France               | -                   | Oyonnax Rugby         | 2024            |
| Yoni Tuataane       | 22 octobre 2003   | France               | -                   | ASM Clermont          | 2024            |
| Demis de mêlée      |                   |                      |                     |                       |                 |
| Kerman Aurrekoetxea | 4 mai 2000        | Espagne              | 13 (10)             | El Salvador Rugby     | 2019            |
| Imanol Biscay       | 14 octobre 2001   | France               | -                   | Formé au club         | 2023            |
| Yann Lesgourgues    | 17 janvier 1991   | France               | -                   | Union Bordeaux Bègles | 2025            |
| Demis d'ouverture   |                   |                      |                     |                       |                 |
| Thomas Dolhagaray   | 21 mai 2000       | France               | -                   | Aviron bayonnais      | 2024            |
| Edgar Retière       | 29 janvier 2001   | France               | -                   | Stade toulousain      | 2024            |
| Enzo Selponi        | 16 juin 1993      | France               | -                   | Provence Rugby        | 2024            |
| Centres             |                   |                      |                     |                       |                 |
| Thomas Bidabé       | 22 février 2005   | France               | -                   | Section paloise       | 2025            |
| Yann David          | 15 avril 1988     | France               | 4 (0)               | Aviron bayonnais      | 2023            |
| Jules Even          | 8 septembre 1998  | France               | -                   | Stade montois         | 2025            |
| Dorian Laborde      | 30 décembre 1996  | France               | -                   | Colomiers Rugby       | 2025            |
| Tyler Morgan        | 11 septembre 1995 | Pays de Galles       | 5 (5)               | Scarlets              | 2022            |
| Yohan Tapie         | 19 août 2004      | France               | -                   | Formé au club         | 2024            |
| Ailiers             |                   |                      |                     |                       |                 |
| Mathieu Acebes      | 1er août 1987     | France               | -                   | USA Perpignan         | 2024            |
| Steeve Barry        | 17 février 1994   | France               | -                   | Stade rochelais       | 2019            |
| Arthur Bonneval     | 31 mai 1995       | France               | -                   | CA Brive              | 2024            |
| Nicolas Elissondo   | 25 août 2003      | France               | -                   | Aviron bayonnais      | 2025            |
| Baptiste Fariscot   | 15 novembre 2001  | France               | -                   | Formé au club         | 2022            |
| Bastien Guillemin   | 22 septembre 1997 | France               | -                   | US Montauban          | 2024            |
| Zach Kibirige       | 28 octobre 1994   | Angleterre           | -                   | Western Force         | 2023            |
| Arrières            |                   |                      |                     |                       |                 |
| Kylian Jaminet      | 28 décembre 1995  | France               | -                   | USON Nevers           | 2024            |

### Internationaux français
France
- Roger Aguerre (n° international 669)
- Benoît August (957)
- Denis Avril (949)
- Benoît Baby (944)
- Fabien Barcella (980)
- Philippe Bernat-Salles (790)
- Serge Betsen (841)
- Jean Bichindaritz (439)
- Philippe Bidabé (937)
- Serge Blanco (684)
- Sébastien Bonetti (894)
- Jean Boubée (135)
- Adolphe Bringeon (194)
- Nicolas Brusque (848)
- Michel Celaya (424)
- Louis Cluchague (168)
- Christian Cœurveillé (789)
- Jean Condom (706)
- David Couzinet (931)
- Pierre Cussac (289)
- Francis Daguerre (300)
- Jean Daguerre (285)
- André Darrieussecq (621)
- Yann David (981)
- Julien Dufau (79)
- Thierry Dusautoir (953)
- Jean-Martin Etchenique (636)
- Fernand Forgues (66)
- Jean-Michel Gonzalez (788)
- Francis Haget (632)
- Henri Haget (230)
- Imanol Harinordoquy (915)
- Mohamed Haouas (1118)
- Peio Hontas (755)
- Daniel Ihingoue (80)
- Étienne Ithurra (303)
- Maurice-André Jeangrand (146)
- Marcel Jol (368)
- Patrice Lagisquet (717)
- Raphaël Lakafia (1013)
- Léon Larribau (81)
- Grégoire Lascubé (769)
- Auguste Laurent (190)
- Wenceslas Lauret (1007)
- Jean-Baptiste Lefort (323)
- Marc Lièvremont (811)
- Thomas Lièvremont (831)
- Christian Magnanou (164)
- Sylvain Marconnet (859)
- Jimmy Marlu (857)
- Legi Matiu (876)
- Laurent Mazas (791)
- Arnaud Mignardi (961)
- Christophe Milhères (895)
- Franck Montanella (967)
- Benjamin Noirot (1011)
- Pascal Ondarts (734)
- Lucien Pariès (582)
- Julien Peyrelongue (928)
- Georges Peyroutou (69)
- Olivier Roumat (748)
- Jean Sébédio (90)
- Jean Semmartin (96)
- Michel Sorondo (366)
- Benjamin Thiéry (963)
- Jérôme Thion (923)
- Damien Traille (909)
- Christian Vignes (472)
- Yvan Watremez (1019)
- Dimitri Yachvili (922)

### Internationaux étrangers
Afrique du Sud
- BJ Botha (international n°682)
- Jacques Cronje (664)
- Ashwin Willemse (652)

 Algérie
- Johan Aliouat

 Allemagne
- Christopher Hilsenbeck

 Angleterre
- Steffon Armitage (1310)
- Iain Balshaw (1217)
- Ayoola Erinle (1317)
- Jonathan Joseph (1343)
- Magnus Lund (1270)

 Argentine
- Marcelo Bosch (670)
- Manuel Carizza (639)
- Matias Cortese (664)
- Agustin Creevy (643)
- Tomás Cubelli (733)
- Gastón de Robertis (659)
- Martin Gaitan (589)
- Francisco Gomez-Kodela (693)
- Eusebio Guiñazu (613)
- Federico Martin-Aramburu (623)

 Australie
- Rodney Davies (849)
- Tevita Kuridrani (873)
- Joe Roff (719)
- Henry Speight (888)
- Joe Tomane (858)

 Belgique
- Sven D'Hooghe

 Brésil
- Carlo Mignot

 Canada
- Evan Olmstead

 Côte d'Ivoire
- Djakaria Sanoko

 Croatie
- Frano Botica
- Scott Keith

 Écosse
- Nick De Luca (1006)
- Cornell du Preez (1081)

 Espagne
- Kerman Aurrekoetxea
- Julen Goia
- Ekain Imaz Agirre
- Asier Usarraga

 États-Unis
- Takudzwa Ngwenya

 Fidji
- Sireli Bobo
- Ilikena Bolakoro (629)
- Masivesi Dakuwaqa (758)
- Adriu Delai (663)
- Johnny Dyer (739)
- Sikeli Nabou (722)
- Leone Ravuetaki (687)
- Nemia Soqeta (701)
- Kalivati Tawake (719)

 Géorgie
- Giorgi Dzmanashvili
- Tornike Jalagonia (267)
- Lasha Tabidze (248)

 Irlande
- James Cronin (1062)

 Italie
- Santiago Dellapè (539)
- Joshua Furno (617)
- Andrea Masi (509)

 Maroc
- Zakaria El Fakir

 Nouvelle-Zélande
- Frano Botica (866)
- Mike Clamp (851)
- Elliot Dixon (1149)
- Bryn Evans (1090)
- Campbell Johnstone (1056)
- Glen Osborne (945)
- Francis Saili (1126)

 Norvège
- Erik Lund

 Pays de Galles
- Aled Brew (1051)
- Ben Broster (1034)
- Tyler Morgan (1119)
- Rhys Webb (1092)

 Roumanie
- Petru Bălan
- Laurentiu Constantin
- Adrian Moțoc
- Ovidiu Tonița

 Russie
- Nikoloz Narmania

 Samoa
- James Afoa
- Henry Fa'afili
- Piula Faasalele
- Census Johnston
- Kasiano Lealamanu’a
- Nephi Leatigaga
- Pelu Ian Taele
- Luteru Tolai
- Josh Tyrell

 Suisse
- Jessy Jegerlehner

 Tonga
- Sione Anga'aelangi
- Ueleni Fono
- Mosese Moala
- Kurt Morath
- Samiu Vahafolau

### Joueurs devenus internationaux après leur départ du club
France
- Guillaume Boussès
- Julien Dupuy
- Pépito Elhorga
- Baptiste Erdocio
- André Haget
- Thibault Lacroix
- Benoît Lecouls
- Maxime Lucu
- Alexandre Menini
- Benjamin Noirot
- Olivier Olibeau
- Alexandre Roumat
- Teddy Thomas
- Sébastien Tillous-Bordes

 Angleterre
- Richard Pool-Jones

 Australie
- Dane Haylett-Petty
- Karmichael Hunt

 Géorgie
- Giorgi Jgenti

### Capitaines
- Henri Haget
- Francis Daguerre
- Serge Blanco
- Jean-Michel Gonzalez
- Serge Betsen
- Christophe Milhères
- Nicolas Morlaes
- Michel Irazoqui
- Nicolas Brusque
- Imanol Harinordoquy
- Damien Traille
- Dimitri Yachvili
- Jérôme Thion
- Thomas Lièvremont
- David Couzinet
- Benoît August
- Eduard Coetzee
- Arnaud Heguy
- Erik Lund
- Benoît Guyot
- Mathias Marie
- Ben Broster
- Benoît Baby
- Philip van der Walt
- Ueleni Fono
- Maxime Lucu
- Laurent Cabarry
- David Roumieu
- Edwin Hewitt
- Alban Placines
- Bertrand Guiry
- Thomas Synaeghel
- Adam Knight
- Steffon Armitage
- Romain Ruffenach
- Yvan Watremez
- Romain Lonca
- Antoine Erbani
- Ilian Perraux
- Lucas Peyresblanques
- Guy Millar
- Thomas Hébert
- Thomas Sauveterre

### Coupes du monde
Le Biarritz olympique est représenté à chaque édition de la Coupe du monde.
1987
- France : Serge Blanco, Jean Condom, Francis Haget, Pascal Ondarts

1991
- France : Serge Blanco, Pascal Ondarts

1995
- Côte d'Ivoire : Djakaria Sanoko

1999
- France : Philippe Bernat-Salles

2003
- Argentine : Martín Gaitán
- France : Serge Betsen, Nicolas Brusque, Dimitri Yachvili
- Roumanie : Petru Bălan, Ovidiu Tonița

2007
- Afrique du Sud : Ashwin Willemse
- Etats-Unis : Takudzwa Ngwenya
- France : Serge Betsen, Imanol Harinordoquy, Jérôme Thion, Damien Traille
- Italie : Santiago Dellapè, Andrea Masi
- Roumanie : Petru Bălan

2011
- Argentine : Marcelo Bosch, Manuel Carizza
- Etats-Unis : Takudzwa Ngwenya
- France : Fabien Barcella, Imanol Harinordoquy, Raphaël Lakafia, Damien Traille, Dimitri Yachvili

2015
- Etats-Unis : Takudzwa Ngwenya
- Fidji : Nemia Soqeta

2019
- Canada : Evan Olmstead (il rejoint le club en tant que joker médical en cours de compétition[99])
- Fidji : Kalivati Tawake (sélectionné dans le groupe pour disputer la compétition, il est finalement forfait sur blessure[100])

2023
- Géorgie : Tornike Jalagonia
- Roumanie : Adrian Moțoc
- Samoa : Luteru Tolai

### Entraîneurs
| Saisons                 | Entraîneur(s)                                                                | Adjoint(s)                                                                  | Titre(s)                                                                               | Bilan                                  |
| 1967 - 1972             | Michel Celaya                                                                | Pierre Mimiague                                                             |                                                                                        | 53 victoires (49%) 52 défaites 4 nuls  |
| 1972 - 1975             | Félix Martinez                                                               | François Grenié                                                             |                                                                                        | 31 victoires (49%) 26 défaites 6 nuls  |
| 1975 - 1976             | Bernard Duplaceau (avants) François Grenié (arrières)                        |                                                                             |                                                                                        | 9 victoires (41%) 12 défaites 1 nul    |
| 1976 - 1980             | Michel Celaya                                                                |                                                                             |                                                                                        | 57 victoires (56%) 40 défaites 4 nuls  |
| 1980 - 1981             | Félix Martinez Michel Montori                                                |                                                                             |                                                                                        | 9 victoires (45%) 10 défaites 1 nul    |
| 1981 - 1984             | Arthur Pascual Michel Montori                                                |                                                                             |                                                                                        | 30 victoires (45%) 34 défaites 2 nuls  |
| 1984 - 1986             | Christian Huarte Claude Moulian                                              |                                                                             |                                                                                        | 31 victoires (56%) 22 défaites 2 nuls  |
| 1986 - 1987             | Alain Micots                                                                 | Christian Brunel                                                            |                                                                                        | 9 victoires (38%) 13 défaites 2 nuls   |
| 1987 - 1988             | Pierre Massac Jean-Pierre Barberteguy                                        |                                                                             |                                                                                        | 15 victoires (50%) 15 défaites 0 nul   |
| 1988 - 1989             | Michel Celaya Jean-Pierre Barberteguy                                        |                                                                             |                                                                                        | 12 victoires (55%) 9 défaites 1 nul    |
| 1989 - 1990             | Michel Montori                                                               |                                                                             |                                                                                        | 12 victoires (50%) 10 défaites 2 nuls  |
| 1990 - 1991             | Michel Montori Jean-Martin Etchenique Jean-Pierre Blamont                    |                                                                             |                                                                                        | 18 victoires (62%) 10 défaites 1 nul   |
| 1991 - 1993             | Jean-Pierre Béraud                                                           |                                                                             | Vice-champion de France 1992                                                           | 25 victoires (58%) 17 défaites 1 nul   |
| 1993 - 1994             | Alain Marot Robert Bernos                                                    |                                                                             |                                                                                        | 14 victoires (52%) 12 défaites 1 nul   |
| 1994 - Décembre 1994    | Michel Béraud Christian Huarte                                               |                                                                             |                                                                                        | 5 victoires (42%) 6 défaites 1 nul     |
| Décembre 1994 - 1995    | Patrice Lagisquet Christian Huarte                                           |                                                                             |                                                                                        | 3 victoires (50%) 1 défaite 2 nuls     |
| 1995 - 1996             | Alain Mourguiart                                                             |                                                                             |                                                                                        | 11 victoires (44%) 13 défaites 1 nul   |
| 1996 - Novembre 1997    | Alain Mourguiart                                                             | Maurice Lesgourgues                                                         |                                                                                        | 22 victoires (56%) 16 défaites 1 nul   |
| Novembre 1997 - 1998    | Alain Marot (arrières) Laurent Rodriguez (avants)                            |                                                                             |                                                                                        | 8 victoires (53%) 7 défaites 0 nul     |
| 1998 - 2003             | Patrice Lagisquet (arrières) Laurent Rodriguez (avants)                      |                                                                             | Vainqueur de la Coupe de France 2000 Champion de France 2002                           | 110 victoires (64%) 58 défaites 3 nuls |
| 2003 - 2004             | Patrice Lagisquet                                                            | Alain Paco (avants)                                                         |                                                                                        | 20 victoires (56%) 15 défaites 1 nul   |
| 2004 - 26/11/2007       | Patrice Lagisquet                                                            | Jacques Delmas (avants)                                                     | Champion de France 2005 Champion de France 2006 Vice-champion d'Europe 2006            | 79 victoires (69%) 33 défaites 2 nuls  |
| 26/11/2007 - 13/06/2008 | Patrice Lagisquet                                                            | Jacques Delmas (avants) Jack Isaac (arrières)                               |                                                                                        | 14 victoires (54%) 12 défaites 0 nul   |
| 13/06/2008 - 24/11/2008 | Jacques Delmas                                                               | Jack Isaac (arrières)                                                       |                                                                                        | 6 victoires (43%) 8 défaites 0 nul     |
| 24/11/2008 - 2011       | Laurent Rodriguez (directeur sportif)                                        | Jean-Michel Gonzalez (avants) Jack Isaac (arrières)                         | Vice-champion d'Europe 2010                                                            | 50 victoires (57%) 37 défaites 1 nul   |
| 2011 - 2012             | Patrice Lagisquet (directeur du rugby) Laurent Rodriguez (directeur sportif) | Serge Milhas (avants) Jack Isaac (arrières)                                 | Vainqueur du Challenge européen 2012                                                   | 16 victoires (46%) 17 défaites 2 nuls  |
| 2012 - Déc 2012         | Laurent Rodriguez (directeur sportif)                                        | Serge Milhas (avants) Jack Isaac (arrières)                                 |                                                                                        | 7 victoires (47%) 8 défaites 0 nul     |
| 12/12/2012 - 17/12/2012 | Laurent Rodriguez (directeur sportif et avants) Mathieu Rourre (arrières)    |                                                                             |                                                                                        | 1 victoire (50%) 1 défaite 0 nul       |
| 17/12/2012 - 2014       | Laurent Rodriguez (directeur sportif et avants) Didier Faugeron (arrières)   |                                                                             |                                                                                        | 16 victoires (33%) 31 défaites 2 nuls  |
| 2014 - 27/11/2015       | Eddie O'Sullivan                                                             | Benoît August (avants) Pierre Chadebech (arrières) Benoît Lecouls (mêlée)   |                                                                                        | 20 victoires (50%) 20 défaites 0 nul   |
| 27/11/2015 - 2016       | David Darricarrère                                                           | Benoît August (avants) Benoît Lecouls (mêlée)                               |                                                                                        | 11 victoires (55%) 9 défaites 0 nul    |
| 2016 - 2017             | David Darricarrère (arrières) Frédéric Garcia (avants)                       |                                                                             |                                                                                        | 18 victoires (58%) 13 défaites 0 nul   |
| 2017 - 2018             | Gonzalo Quesada (directeur sportif)                                          | Jack Isaac (arrières) Simon Raiwalui (avants)                               |                                                                                        | 17 victoires (55%) 14 défaites 0 nul   |
| 2018 - 22/11/2018       | Jack Isaac (manager)                                                         | Jacques Cronje (avants)                                                     |                                                                                        | 6 victoires (50%) 5 défaites 1 nul     |
| 22/11/2018 - 2019       | Matthew Clarkin (directeur sportif)                                          | Jacques Cronje (avants) Heini Adams (arrières)                              |                                                                                        | 9 victoires (50%) 9 défaites 0 nul     |
| 2019 - 2021             | Matthew Clarkin (directeur sportif)                                          | Shaun Sowerby (avants) Nicolas Nadau (arrières)                             | Vice-champion de France de Pro D2 2021 Vainqueur du barrage d'accession au Top 14 2021 | 33 victoires (59%) 20 défaites 3 nuls  |
| 2021 - 2023             | Matthew Clarkin (directeur sportif)                                          | Shaun Sowerby (avants) Barry Maddocks (arrières)                            |                                                                                        | 19 victoires (31%) 39 défaites 3 nuls  |
| 2023 - 06/12/2023       | Matthew Clarkin (directeur sportif)                                          | Renaud Dulin (arrières) Roger Ripol (avants) Jean-Emmanuel Cassin (défense) |                                                                                        | 5 victoires (42%) 7 défaites 0 nul     |
| Décembre 2023 - 2024    | Matthew Clarkin (directeur sportif) Simon Mannix (manager)                   | Renaud Dulin (arrières) Roger Ripol (avants) Jean-Emmanuel Cassin (défense) |                                                                                        | 6 victoires (33%) 12 défaites 0 nul    |
| Depuis 2024             | James Coughlan (directeur sportif) Boris Bouhraoua (manager)                 | Rémi Bonfils (avants) Sébastien Buada (arrières)                            |                                                                                        |                                        |

### Présidents
- 1913: Jean-Baptiste Hum-Sentouré
- 1913-1922: Alfred Laulhé
- 1922-1936: Dr Plantier
- 1936-1952: Emile Lacour
- 1952-1959: Alexis Figue
- 1959-1962: André Lafaille
- 1962-1965: Maurice Bergeon
- 1965-1967: Henri Berrogain
- 1967-1978: Claude Rebeyrol
- 1978-1980: Jean-Claude Blimer
- 1980-1981: Jacques Bergerac
- 1981-1984: Jean-Claude Blimer
- 1984-1990: Pierre Grenade
- 1990-1991: Jean Dupont
- 1991-1992: Michel Langla
- 1992-1996: Patrick Arrosteguy
- 1996-1998 : Serge Blanco
- 1998-2008 : Marcel Martin
- 2008-2015 : Serge Blanco
- 2015-Février 2018 : Nicolas Brusque
- Février 2018-Mars 2018 : Benjamin Gufflet
- Mars 2018-Juin 2018 : Benoît Raynaud
- Juin 2018 - 6 mai 2024 : Jean-Baptiste Aldigé
- Mai - Juin 2024 : Flip van der Merwe (président du conseil de surveillance: Shaun Hegarty)
- Juillet 2024 - Mai 2025 : Arnaud Dubois (président du conseil de surveillance: Shaun Hegarty)
- Depuis le 26 mai 2025 : Cyril Arrosteguy (président du conseil de surveillance : Shaun Hegarty)

## Clubs de supporters
- Les amis du BO
- Miarritzeko Mutilak
- Aupa La Chouch'
- Le XVIe du BO
- Handi BO
- Aupa BO[103]
- Gazte Gorria[104]
- Biarritz Olympique Ultra Club (BOUC)[105]

Le club compte également l'association de supporters "les Socios", présidée depuis septembre 2020 par Michel Lafaurie, qui succède à Nicolas Brusque (2009-2015), Federico Martín Aramburú (2015-2018) et Pascal Ondarts (2018-2020).